# Palais royal de Capodimonte
Pour les articles homonymes, voir Capodimonte.
Le palais royal de Capodimonte (en italien Reggia di Capodimonte) est un palais royal, avec un parc attenant, situé à Naples en Italie dans le quartier de Capodimonte. Il fut la résidence historique des Bourbons de Naples, mais aussi des familles Bonaparte et Murat, ainsi que de la maison de Savoie.
Construit à partir de 1738 à la demande de Charles de Bourbon pour abriter la collection Farnèse, il est ensuite utilisé comme palais jusqu'en 1957, année à partir de laquelle il abrite le musée de Capodimonte.
Le palais s'étend sur deux niveaux. Au premier étage se trouvent les appartements royaux meublés et décorés en partie des reconstitutions et en partie des originaux du mobilier ayant appartenu aux familles dynastiques qui ont vécu dans le palais, dont des porcelaines, des objets de la vie quotidienne et des sculptures et peintures d'artistes italiens et européens des XVIIIe et XIXe siècles.
En 2015, le musée et le parc ont enregistré respectivement 144 694 et 974 531 visiteurs.

## Histoire

### XVIIIesiècle

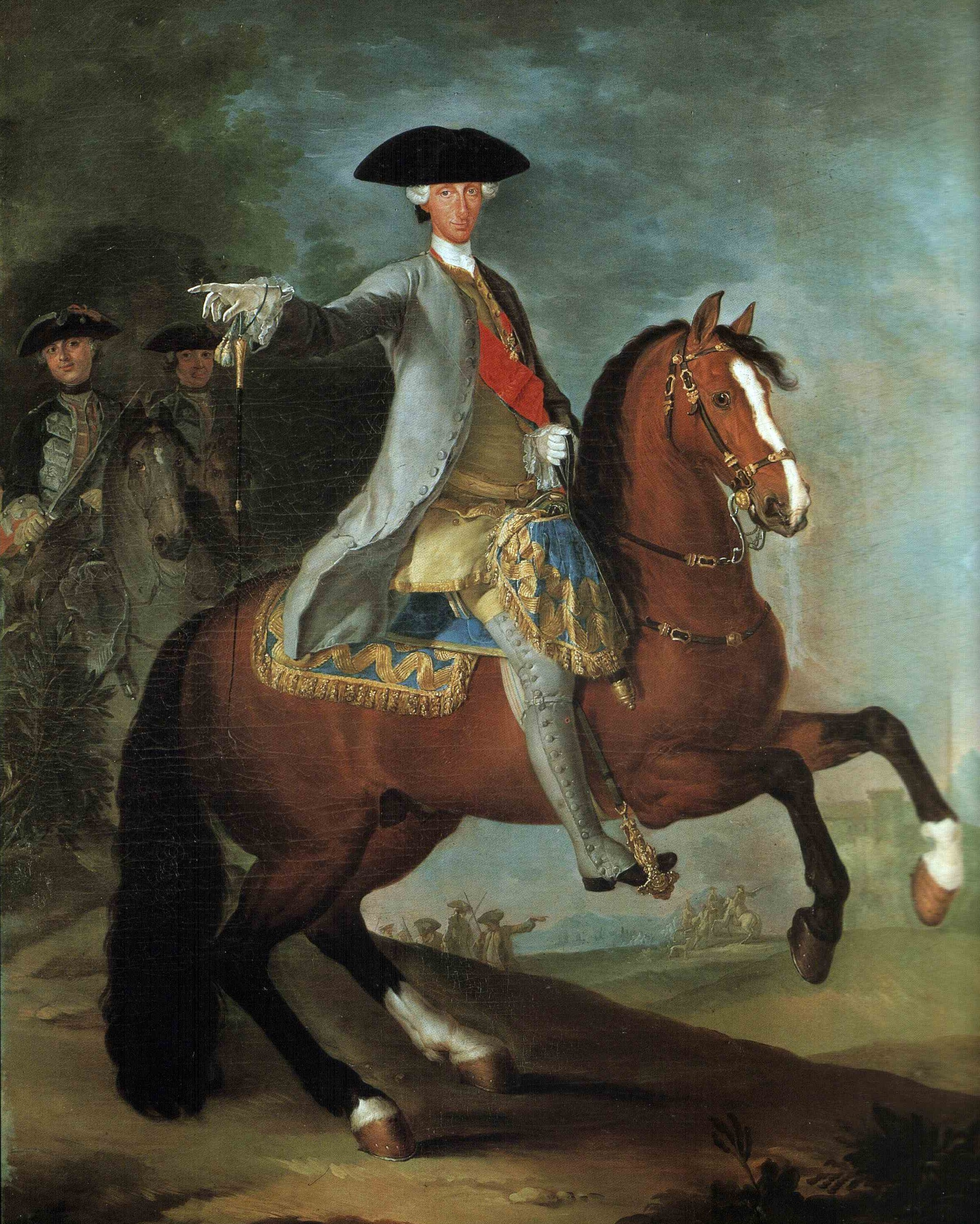
Francesco Liani, Portrait équestre de Charles de Bourbon, créateur du palais, vers 1760, musée de Capodimonte.

#### Création par Charles de Bourbon
Après deux siècles de vice-royauté espagnole et trente ans de domination autrichienne à la suite de la guerre de Succession d'Espagne, en 1734, avec l'accession au trône de Charles de Bourbon, Naples redevient la capitale d'un royaume indépendant : le nouveau roi décide d'une réorganisation urbaine de la ville et, parmi les différentes idées, a celle de construire un palais pour abriter une collection d'œuvres d'art, la collection Farnèse, commencée par le pape Paul III au XVIe siècle et poursuivie par ses descendants, répartie entre Rome et Parme, et qu'il a héritée de sa mère Élisabeth Farnèse, mais aussi parce qu'aucune pinacothèque n'a jamais été construite au palais royal de Naples. Le projet de Charles de Bourbon est de réunir dans un pavillon de chasse, un musée et un palais royal.
Le lieu choisi pour la construction du bâtiment est la colline de Capodimonte, une zone boisée de la ville, riche en gibier, avec l'intention de combiner l'usage muséal avec un lieu de résidence lors des parties de chasse. La colline offre également des vues sur le Vésuve, la chartreuse Saint-Martin de Naples et Pausilippe.
La première pierre du palais, voulu par le roi avant les autres résidences royales, est posée le 10 septembre 1738 ; les travaux de construction sont confiés à l'ingénieur militaire palermitain Giovanni Antonio Medrano, qui a suivi Charles de Bourbon depuis Madrid, et qui est aidé par Antonio Canevari, ; leur collaboration est ensuite assez mouvementée. Une commission d'experts, qui commence à travailler en 1739, est chargée de définir les espaces internes permettant d'assurer la fonction muséale ; le projet prévoit un bâtiment de plan rectangulaire avec trois cours intérieures, dont les pièces orientées au sud, avec vue sur la mer, sont destinées à l'exposition de peintures, tandis que les pièces plus à l'intérieur, tournées vers le jardin, servent de bibliothèque. 
Dans un premier temps, les travaux sont menés rondement avant de rencontrer une série d'obstacles militaires, politiques et économiques. Le chantier dure en définitive un siècle. Bientôt les travaux avancent assez lentement ; l'enthousiasme initial faibli, s'accompagnant de problèmes d'ordre logistique, comme le manque d'eau sur la colline de Capodimonte et la difficulté d'accéder au site, en raison de l'absence de route directe et de la présence de la vallée de la Sanità, qui nécessite plusieurs montées, à tel point que Johann Joachim Winckelmann, lors d'une visite au palais, affirme :

« On y arrive après avoir franchi la montée raide et abrupte, avec une paume de langue de l’extérieur et pour cette raison les villageois ne s’y précipitent pas. »

— Johann Joachim Winckelmann
En 1742 l'architecte Ferdinando Sanfelice commence l'aménagement des cent vingt-quatre hectares du parc : depuis une esplanade elliptique qui s'ouvre devant le palais, il conçoit cinq avenues d’où se ramifient d’autres plus petites, qui traversent le bois ; il restaure également tous les bâtiments déjà présents dans le jardin, destinés soit à des habitations, soit à des lieux de culte, soit à des fabriques, comme la manufacture de tapisseries ouverte en 1737, la manufacture de porcelaine, inaugurée en 1743 puis détruite avec toutes les installations et les fours en 1759, lorsque le roi s'installe en Espagne, emmenant avec lui tous les ouvriers, se révélant être l'une des plus importantes dans la production de la porcelaine de Capodimonte, qui tire son nom de la manufacture, l'imprimerie royale en 1750, et l'armurerie en 1753, ainsi que plusieurs entreprises agricoles. En 1755, l'Académie royale du Nu est inaugurée dans le palais encore en construction, dirigée par Giuseppe Bonito. En 1758, les premiers tableaux sont transférés et occupent douze des vingt-quatre salles encore en cours d'achèvement.

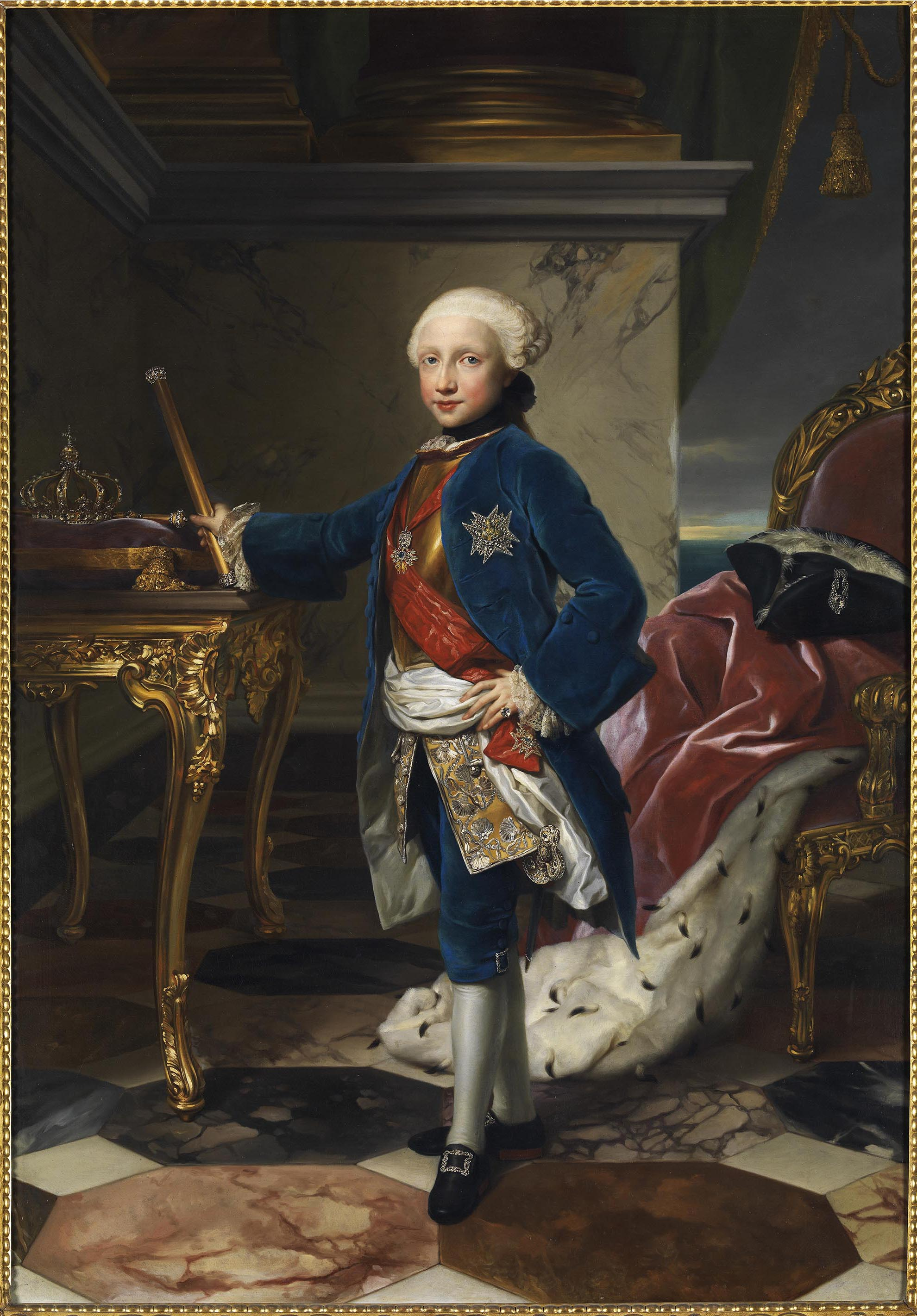
Anton Raphael Mengs, Portrait de Ferdinand IV, 1759, Musée de Capodimonte.

#### Accession au trône de Ferdinand Ier
A la mort prématurée de son demi-frère Ferdinand VI, en 1759, Charles monte sur le trône d'Espagne sous el nom de Charles III, séparément définitivement les deux branches napolitaines et espagnoles de la famille. Avec l'accession au trône du jeune Ferdinand Ier (roi des Deux-Siciles), âgé de huit ans, les travaux du palais continuent à avancer lentement : en raison du projet de créer un centre muséal unique à Naples où rassembler, en plus des œuvres d'art, la bibliothèque et l'académie, le choix s'étant porté sur le Palazzo degli Studi, le futur musée archéologique national, pour une question économique, l'intérêt du nouveau roi s'est déplacé vers le palais de Caserte en construction.
Cependant, avec Ferdinando Fuga à la tête des travaux, assez rapidement le corps sud-est du bâtiment construit vers le belvédère qui surplombe la ville est construit, permettant le transfert de la collection Farnèse.
Le corps central est achevé en 1765, et, dans les trente dernières années du XVIIIe siècle, la manufacture de porcelaine est installée. Les salles de la deuxième cour sont achevées, reliées à celles déjà créées par deux longues pièces, destinées à devenir, au début du siècle suivant, des salles de réception. Un laboratoire de restauration est aussi inauguré. Avec l'avènement de la courte république parthénopéenne en 1799, le palais est en partie pillé de ses œuvres d'art et au retour de Ferdinand, le reste de la collection est transféré au Palazzo Cellammare, au centre de la ville, le palais perdant en partie sa fonction de musée et étant alors destiné être une résidence.

### XIXesiècle

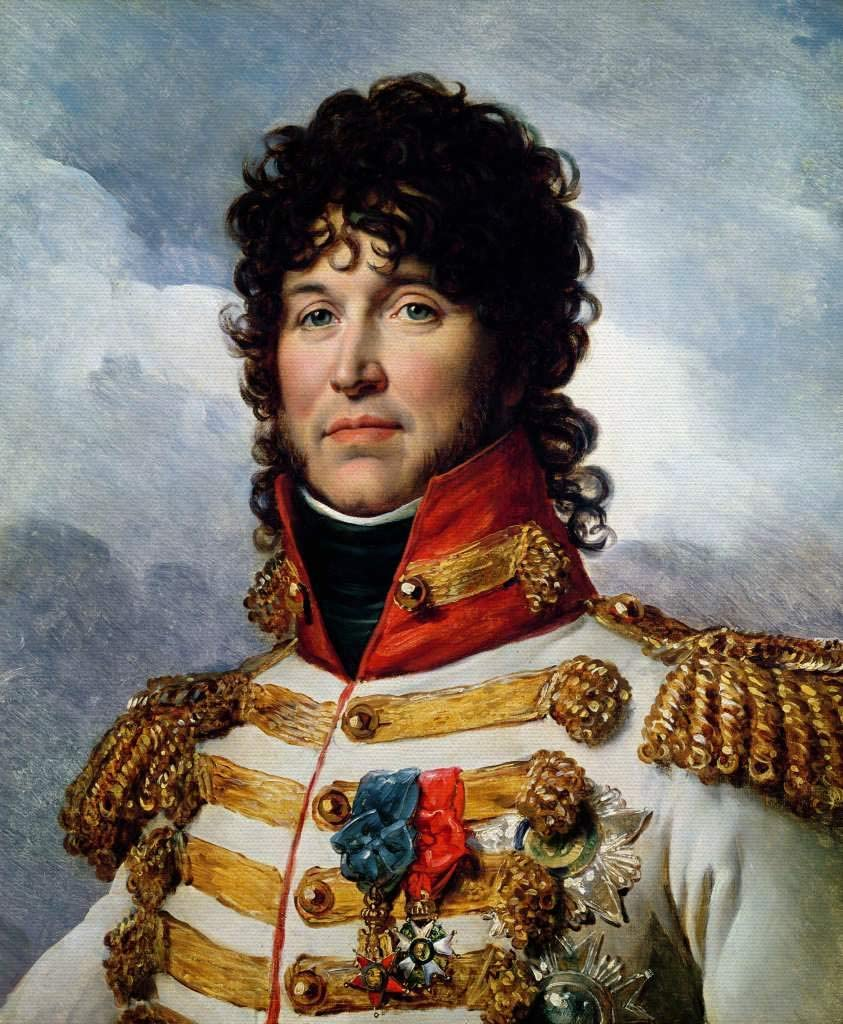
François Gérard, fragment du Portrait de Joachim Murat, vers 1808.

#### Domination française
L'arrivée de l'armée du royaume de Naples (1806-1815) en 1806 et de ses nouveaux souverains Joseph Bonaparte et Joachim Murat, ce dernier régnant de 1808 à 1815, correspond à une nouvelle phase de la vie du palais, destiné à devenir une résidence royale. Les nouveaux souverains mettent en œuvre une politique d'urbanisation de la colline de Capodimonte avec la construction de villas et de casinos pour les dignitaires de la cour et étudient une liaison directe entre la ville et le palais, la route droite, appelée Corso Napoléone, qui devient plus tard la via Santa Teresa degli Scalzi et Corso Amedeo di Savoia. Les travaux de la nouvelle route commencent en 1807 sous la direction de Bartolomeo Grasso, avec Nicola Leandro et Gioacchino Avellino comme maîtres d'œuvre : celle-ci traverse la vallée de la Sanità grâce au Ponte della Sanità, commencé en 1809, pour se terminer par un chemin elliptique, le Tondo di Capodimonte, avec une série de virages en épingle à cheveux qui permet d'atteindre le palais. Environ trente ans plus tard, un escalier monumental en piperno est construit, conçu par Antonio Niccolini, qui, à partir du Tondo, traverse les virages en épingle à cheveux, pour un accès rapide à la résidence, même s'il n'est utilisable que par les seuls piétons. A l'arrivée des Français, la demeure n'est achevée qu'aux deux tiers : les intérieurs sont enrichis de meubles et d'objets apportés directement de France ou commandés à des artisans locaux, selon le goût des souverains.
Le palais de Capodimonte est la résidence favorite de Joachim Murat. Il décore les appartements selon de goût français, faisant fabriquer un riche mobilier par des artisans napolitains et important des meubles français.

#### Restauration des Bourbons

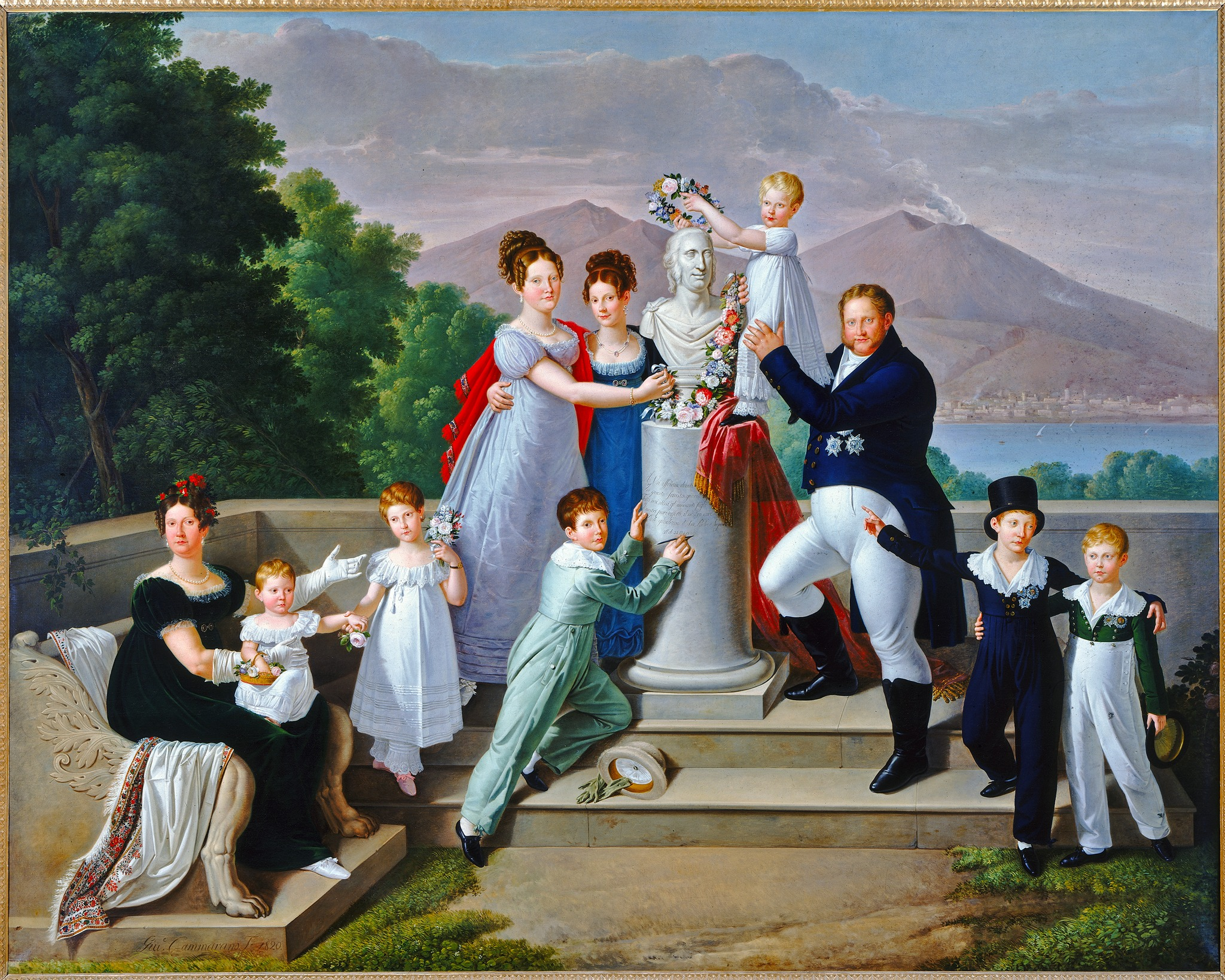
Giuseppe Cammarano, La famille royale de François Ier des Deux-Siciles, 1820, musée de Capodimionte.

Lors de la restauration de la dynastie des Bourbons à Naples en 1816, le roi Ferdinand est enchanté par la nouvelle empreinte donnée au palais ; il poursuit la politique résidentielle de ceux qui l'ont précédé ; le deuxième étage est libéré des œuvres d'art restantes, qui sont transférées au Palazzo degli Studi, et est destiné aux domestiques. Le palais de Capodimonte devient alors un lieu d'événements et de fêtes : en 1819, Klemens Wenzel von Metternich y séjourne, accompagné de son épouse et du premier ministre ; des banquets sont alors organisés pour plus d'un millier d'invités, les plats préparés sont célèbres, notamment la sfogliatella, et des jeux scéniques créés, comme celui d'un quadrupède parachuté depuis un ballon. A cette époque, le jardin est ouvert à la population deux fois par an, à l'approche des fêtes religieuses, pour permettre des pèlerinages à un ermitage de frères mineurs capucins, situé en bordure du parc. Ferdinand et son successeur, son fils François Ier, utilisent le palais à des fins résidentielles, tout comme le palais royal de Portici et celui de Caserte. François préfère notamment séjourner dans un bâtiment appelé dei Principi, un ancien casino restauré, situé à l'intérieur du parc lui-même, à une courte distance du bâtiment principal.

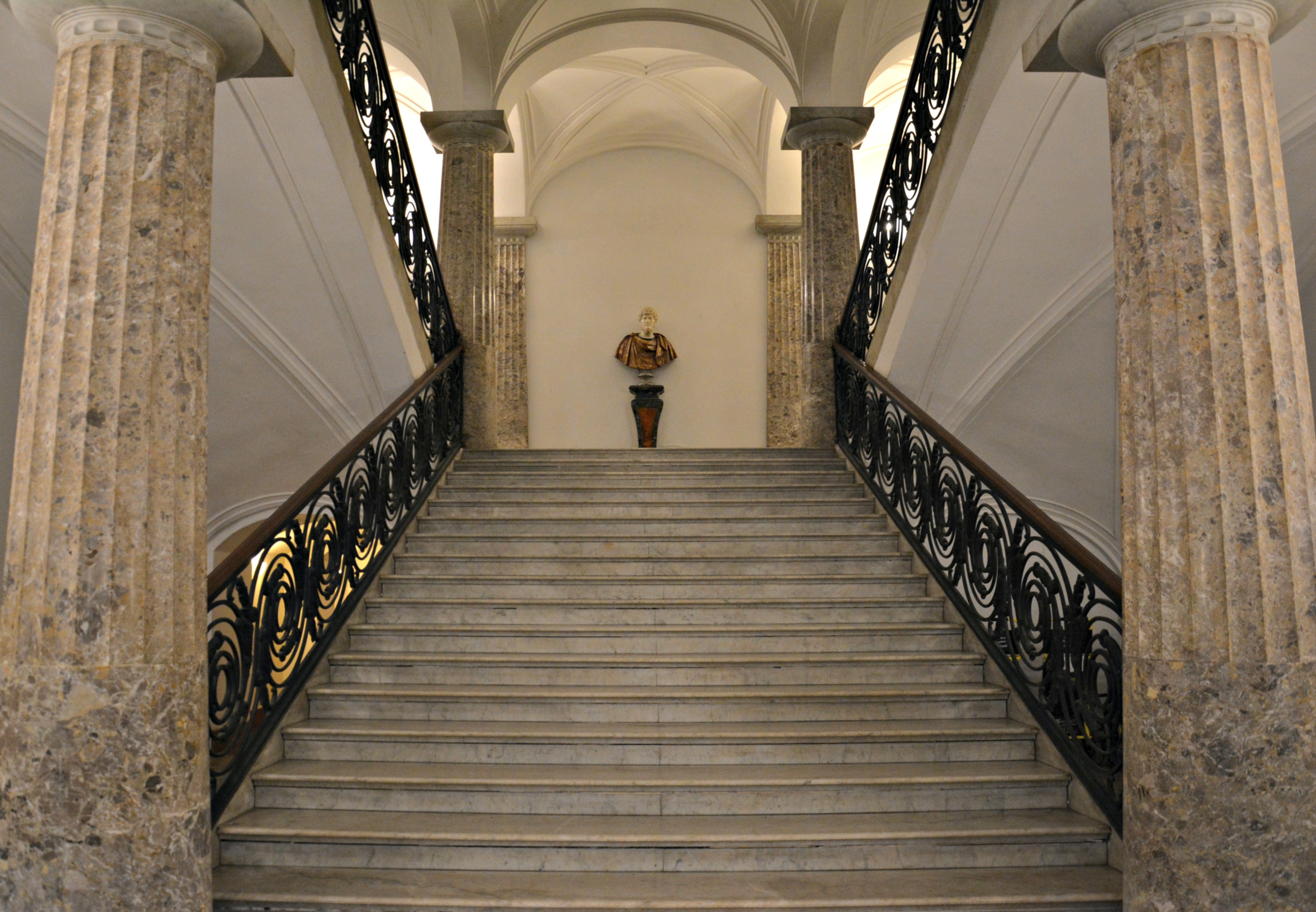
Escalier monumental.

En 1830, Ferdinand II (roi des Deux-Siciles) monte sur le trône et trouve un palais encore inachevé : la troisième cour est achevée en 1833. En 1834, il confie les travaux aux architectes Antonio Niccolini et Tommaso Giordano, qui construisent la cour nord ; de 1836 à 1837, les décorations des pièces destinées aux appartements sont réalisées, celles de la partie sud en style néoclassique, avec les deux salles de réception, l'une enrichie de peintures représentant des personnalités de la dynastie des Bourbons, l'autre destinée aux réceptions de cour. Les salles sont également agrémentées d'œuvres achetées par les souverains ou envoyées par de jeunes artistes napolitains envoyés étudier à Rome grâce à la contribution royale et qu'il créent pour montrer les progrès réalisés. Le palais est finalement achevé en 1838. L'escalier monumental intérieur, qui devait initialement occuper la cour centrale, est construit dans l'aile septentrionale entre 1835 et 1838, sur un dessin de Tommaso Giordano. L'aménagement du parc commence également, confié aux soins de Friedrich Dehnhardt, qui le transforme en jardin à l'anglaise, avec des parterres de fleurs et des arbres, ainsi que des plantes exotiques et rares,.

#### Risorgimento

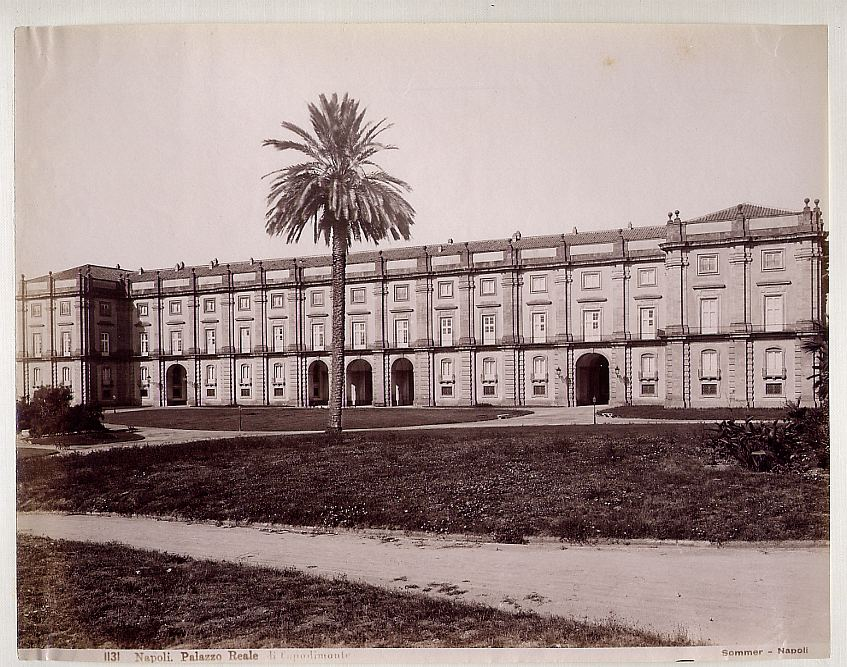
Le palais à la fin du XIXe siècle.

La succession au trône de François II (roi des Deux-Siciles) n'a aucun impact, tandis qu'avec le Risorgimento et la nomination d'Annibale Sacco comme directeur de la maison royale, lorsque le palais de Capodimonte continue d'exercer une fonction d'habitation pour la maison de Savoie, certains ajouts aux décorations intérieures sont importants : Sacco y transfère un grand nombre de porcelaines et de biscuits, l'armurerie en 1864, un salon de porcelaine en 1866, construit au milieu du XVIIIe siècle à la demande de la reine Marie-Amélie de Saxe et situé à l'origine dans le palais de Portici, ainsi qu'un sol en marbre en 1877, découvert environ cent ans plus tôt lors des fouilles archéologiques d'une villa impériale de Capri et placé temporairement dans la Villa Favorita à Ercolano. Encore une fois grâce au nouveau directeur, une sorte de pinacothèque est créée autour des appartements du rez-de-chaussée, qui rassemble des œuvres picturales d'artistes napolitains. Vers la fin du XIXe siècle, fêtes et cérémonies continuent d'avoir lieu, tant dans le palais que dans le parc : des banquets en l'honneur d'Alexandre Dumas (fils) ou du roi d'Angleterre, des parties de chasse et une réception à l'occasion de l'Exposition nationale des Beaux-Arts en 1877, y sont ainsi organisés.

### XXesiècle
Au début du XXe siècle, le complexe conserve encore sa fonction résidentielle. Victor-Emmanuel III y séjourne souvent. Il est ensuite affecté comme résidence à la famille du duc d'Aoste, malgré le passage du bâtiment de la Couronne aux biens nationaux en 1920. Elle y installe une collection significative d'art du XIXe et du début du XXe siècle napolitain,. 
La maison de Savoie ne quitte le palais qu'à la fin de la Seconde Guerre mondiale, en 1948, lorsque sa nouvelle fonction, celle de musée, est désignée par un décret définitif de 1949. Les travaux de restauration débutent en 1952, avec la valorisation des parties résidentielles et du parc, et l'adaptation des salles à l'exposition des œuvres ; le musée de Capodimonte est inauguré en 1957,, date à laquelle l'importante donation de 1862 des princes d'Avalos y est installée. 
À la suite du séisme du 23 novembre 1980 en Irpinia, d'autres restaurations sont rendues nécessaires ; le bâtiment est fermé, puis rouvert en 1995, avec d'abord le premier étage, puis le deuxième et le troisième en 1999.

## Description

### Extérieur et agencement

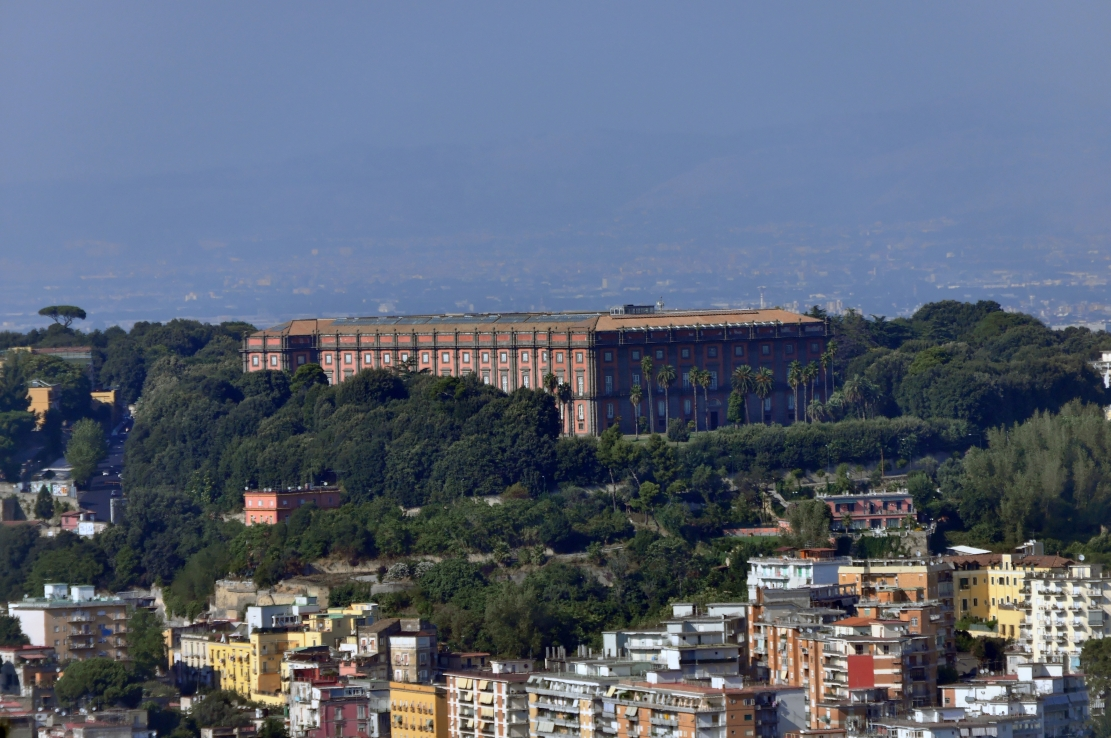
Le palais et le parc.

Malgré un projet qui s'est prolongé, le palais n'a pas dévié de son plan original, à l'exception de l'escalier monumental jamais construit dans la cour central, contribuant de fait à son aspect puissant et sévère.
Le palais a un plan rectangulaire, avec deux ailes aux extrémités qui dépassent légèrement le corps central du bâtiment. Il a une longueur de cent soixante-dix mètres sur quatre-vingt-sept du côté le plus court et une hauteur de trente mètres répartis sur deux étages plus des combles. Les murs extérieurs, enduits de rouge napolitain, sont de style néoclassique avec des influences doriques, considérés au XVIIIe siècle comme adaptés aux bâtiments des musées. Des pilastres en piperno gris alternent avec des fenêtres et des balcons au premier étage, de forme carrée au deuxième étage ; au rez-de-chaussée, des fenêtres avec des arcs en plein cintre permettent l'entrée. Deux d'entre elles sont situées aux extrémités du corps central, tandis que trois autres sont situées successivement dans la partie centrale. Le bâtiment se développe autour de trois cours et à l'intérieur, seules certaines pièces du premier étage, appelées appartement royal, conservent le mobilier du palais, tandis que les pièces restantes, ainsi que le deuxième étage, initialement utilisées pour les domestiques, les combles et la mezzanine sont destinés au musée ; le rez-de-chaussée est réservé à l'accueil des visiteurs du musée avec divers services tels que billetterie, vestiaire, librairie, cafétéria et auditorium. Le parc s'étend autour du palais.
Les décors sont d'une grande sobriété, imposée par économie, mais surtout enracinée dans la tradition culturelle de la peinture murale en trompe l'oeil des décors de Pompéi et Herculanum. Les Bourbons de Naples affectionnent les lambris de faux marbre et les pavements de terracotta peints.

### Appartement royal
L'appartement royal (en italien Appartamento Reale), modifié architecturalement par rapport à son aspect d'origine et en partie privé du mobilier décrit dans les inventaires, a vu se succéder dans ses pièces cinq souverains Bourbons, deux Français et les ducs d'Aoste.

#### Salles Bourbon

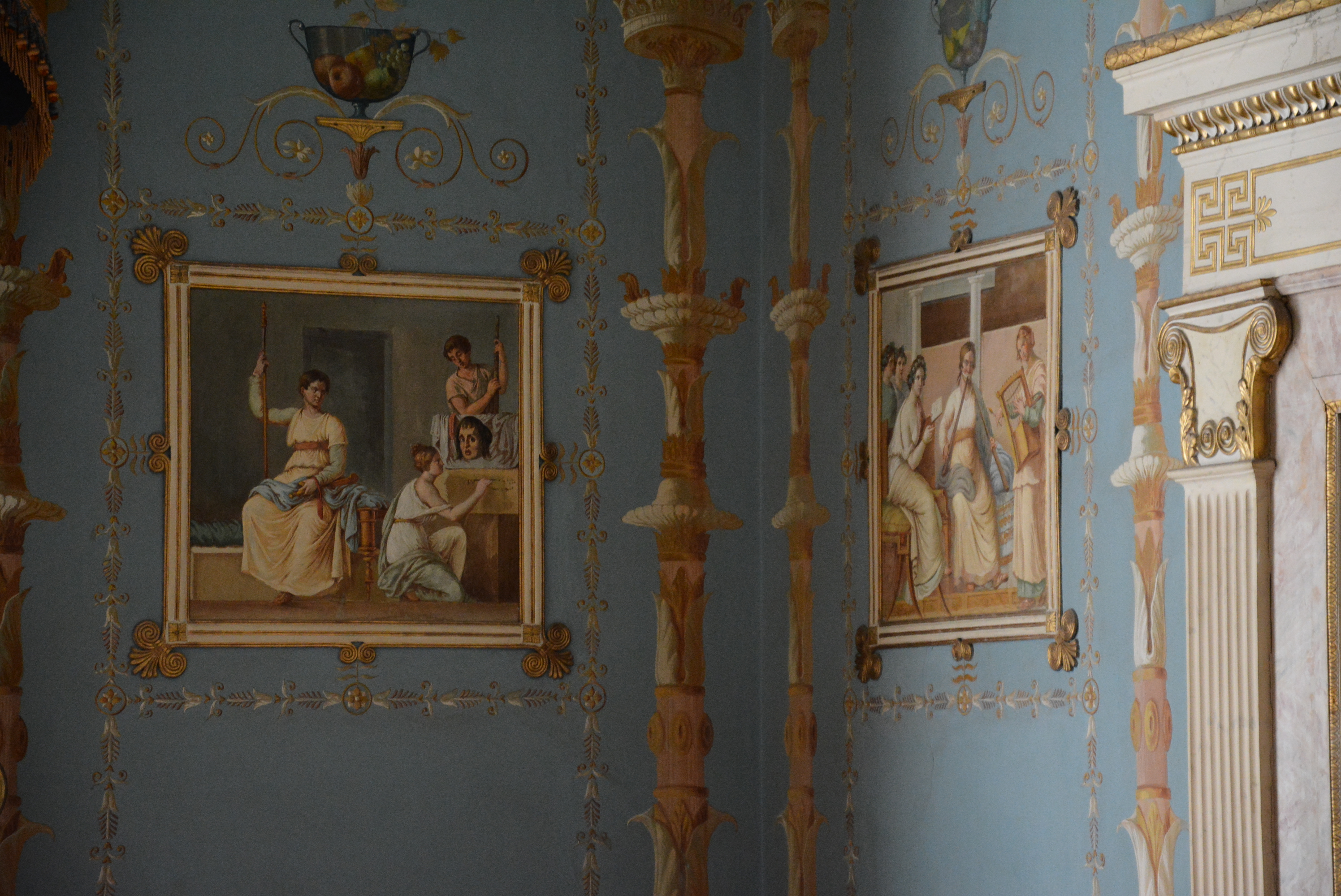
Fresques de la salle 23, Alcova.

Ce qui reste de l'appartement royal commence à partir de la salle 23, la chambre de François Ier et Marie-Isabelle d'Espagne, également appelée Alcova (alcôve), peinte dans le style pompéien, l'un des intérieurs les plus raffinés du XIXe siècle dont la description originale est conservée dans un inventaire de 1857. L'ensemble est construit entre 1829 et 1830 sur la base d'un projet d'Antonio Niccolini, même si l'architecture initiale est ensuite modifiée par l'ouverture d'une porte d'entrée où se trouvait l'alcôve avec le lit, ce qui n'a cependant pas modifié sa luminosité grâce au papier peint jaune fabriqué à San Leucio (Caserte). Les décorations des murs sont à tempera, créées par Gennaro Bisogno, Gennaro Maldarelli et Salvatore Giusti, avec des thèmes qui rappellent ceux des fresques trouvées dans les fouilles archéologiques de Pompéi et d'Herculanum ; le sol est en mosaïques antiques et les tissus d'ameublement, comme la portière du balcon, bien qu'en partie perdue, sont en soie, réalisés par la Fabbrica Royale de San Leucio d'après un dessin de Niccolini lui-même. La décoration est complétée par une table avec un échiquier, un trépied, trois petites tables, respectivement en pietra dura, en bronze et en albâtre, et des tableaux tels que les Portraits de la famille de François Ier et les Sites royaux ; depuis la fenêtre, la vue donne sur la baie de Naples.

La salle du berceau.

À l'angle du côté est du palais se trouve la salle 31, appelée Salone della Culla (salle du berceau) car elle abritait un berceau, transféré plus tard au palais de Caserte, conçu par Domenico Morelli et Ignazio Perricci, offert par les habitants de Naples aux Savoie pour la naissance de Victor-Emmanuel III en 1869. La salle, également appelée Grande Galerie, à la couleur pois chiche, possède un sol en marbre trouvé lors des fouilles archéologiques d'une villa impériale de Capri, la Villa Jovis, en 1788, d'abord posé dans la Villa Favorita à Resina puis transféré au palais de Capodimonte en 1877,. Divers objets en porcelaine sont exposés dans la salle, dont deux horloges, tandis qu'aux murs se trouvent deux paysages peints par les français Jean-Joseph-Xavier Bidauld et Alexandre-Hyacinthe Dunouy, deux toiles de Vincenzo Camuccini, dont Tolomeo Filadelfo dans la bibliothèque d'Alexandrie, une tapisserie de Pietro Duranti et un tissu de la manufacture des Gobelins avec des scènes de la vie de Don Quichotte.
La salle 32 est dédiée à Charles de Bourbon qui y est représenté avec son épouse Marie-Amélie de Saxe dans les ovales du plafond, œuvre du peintre de cour Francesco Liani. Plusieurs tableaux sont également dédiés au roi, représentant des scènes de sa vie, comme un tableau en pied, Portrait de Charles de Bourbon en tenue de chasseur d'Antonio Sebastiani, et Charles de Bourbon visitant la basilique Saint-Pierre et Charles de Bourbon visitant le Pape Benoît XIV au Coffee House du Quirinal de Giovanni Paolo Panini. La pièce est agrémentée d'un coin en forme de vasque en porcelaine et de miroirs et statuettes dans le même matériau, ainsi que de chaises de fabrication anglaise et d'une table murale en bois, albâtre et terracotta.
La salle 33 est dédiée à Ferdinand IV : son portrait, le premier sous les traits d'un souverain, représenté à l'âge de huit ans, par Anton Raphael Mengs. Dans la pièce se trouvent deux chaises à porteurs en bois sculpté, une commode en bois de fabrication anglaise et des œuvres picturales de Claude Joseph Vernet et Antonio Joli, notamment le Départ de Charles pour l'Espagne vu de la terre, Départ de Charles pour l'Espagne vu de la mer et Ferdinand IV à cheval avec la cour de ce dernier.

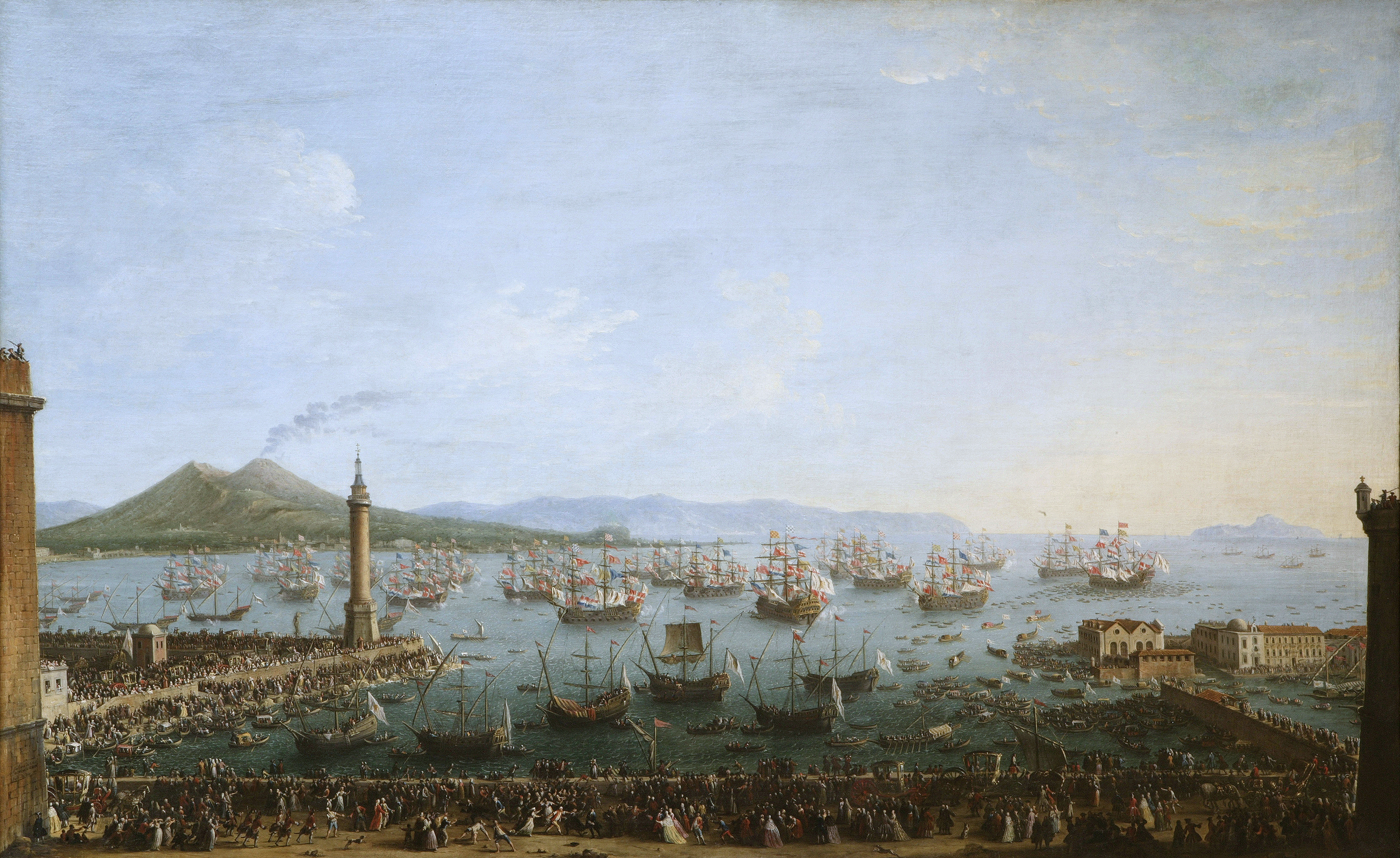
Antonio Joli, Départ de Charles pour l'Espagne vu de la terre, 1759
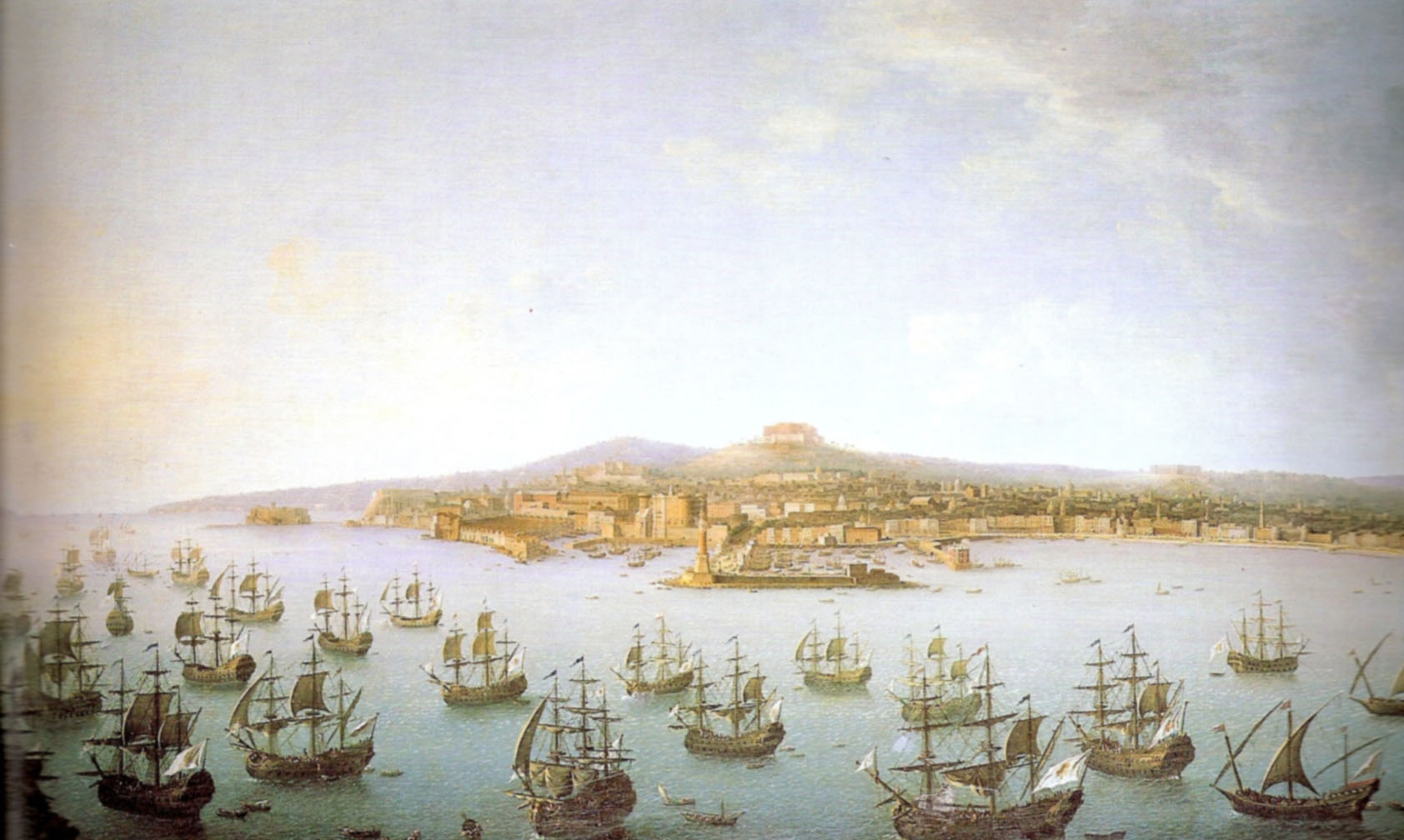
Antonio Joli, Départ de Charles pour l'Espagne vu de la mer, 1761
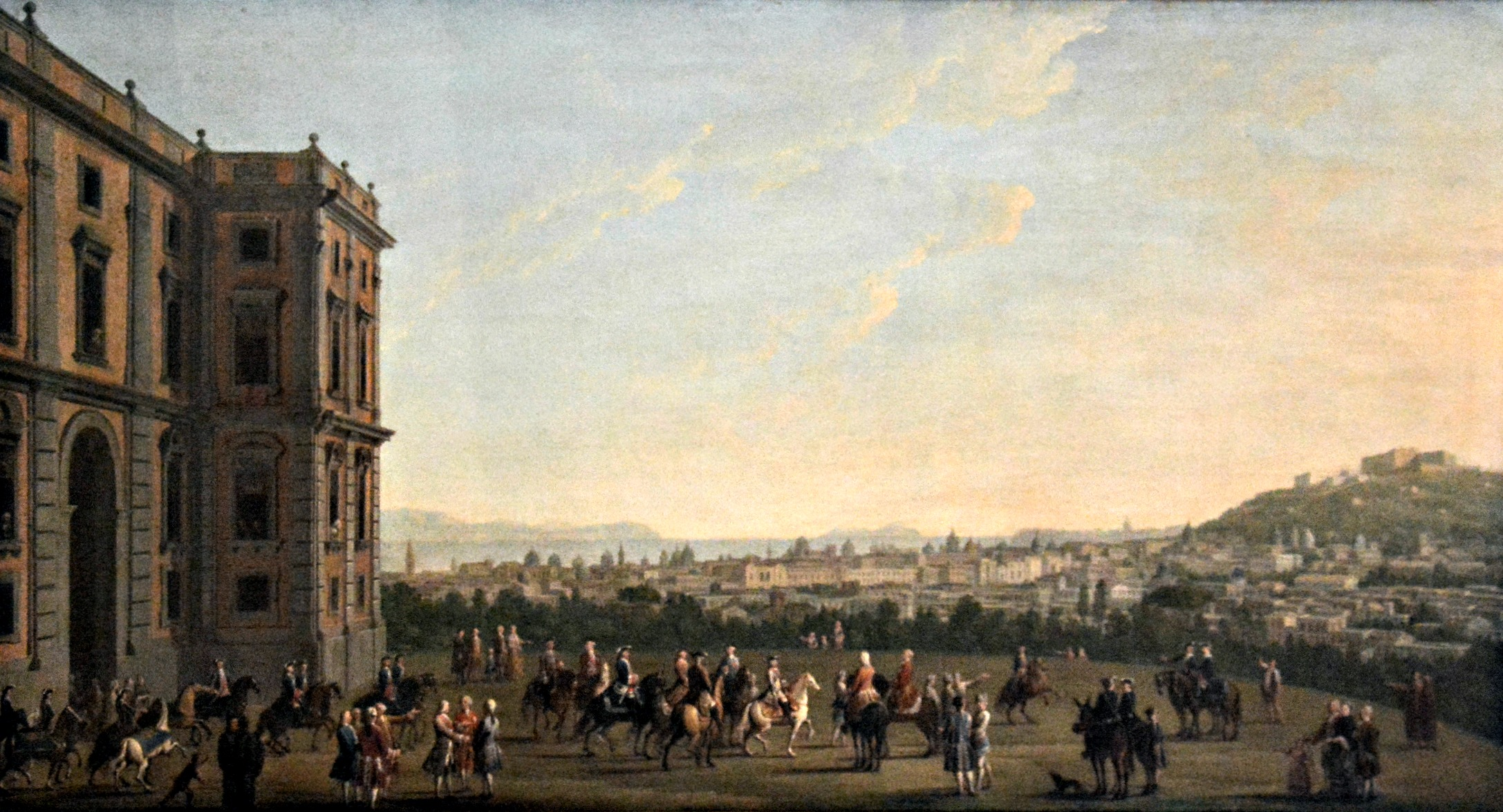
Antonio Joli, Ferdinand IV à cheval avec la cour,160

La salle 34 est une vaste salle de réception. L'idée de Ferdinand II, lors du projet de réaménagement de l'intérieur du palais, est d'y créer une véritable galerie de portraits de famille : à l'intérieur, en effet, outre des meubles de fabrication napolitaine, se trouvent des tableaux tels que le Portrait équestre de Charles de Bourbon et lePortrait équestre de Marie-Amélie de Saxe par Francesco Liani et le Portrait de Charles IV, roi d'Espagne et le Portrait de Marie-Louise de Parme par Francisco de Goya, transférés à Naples par la seconde épouse de François Ier, Marie-Isabelle d'Espagne.

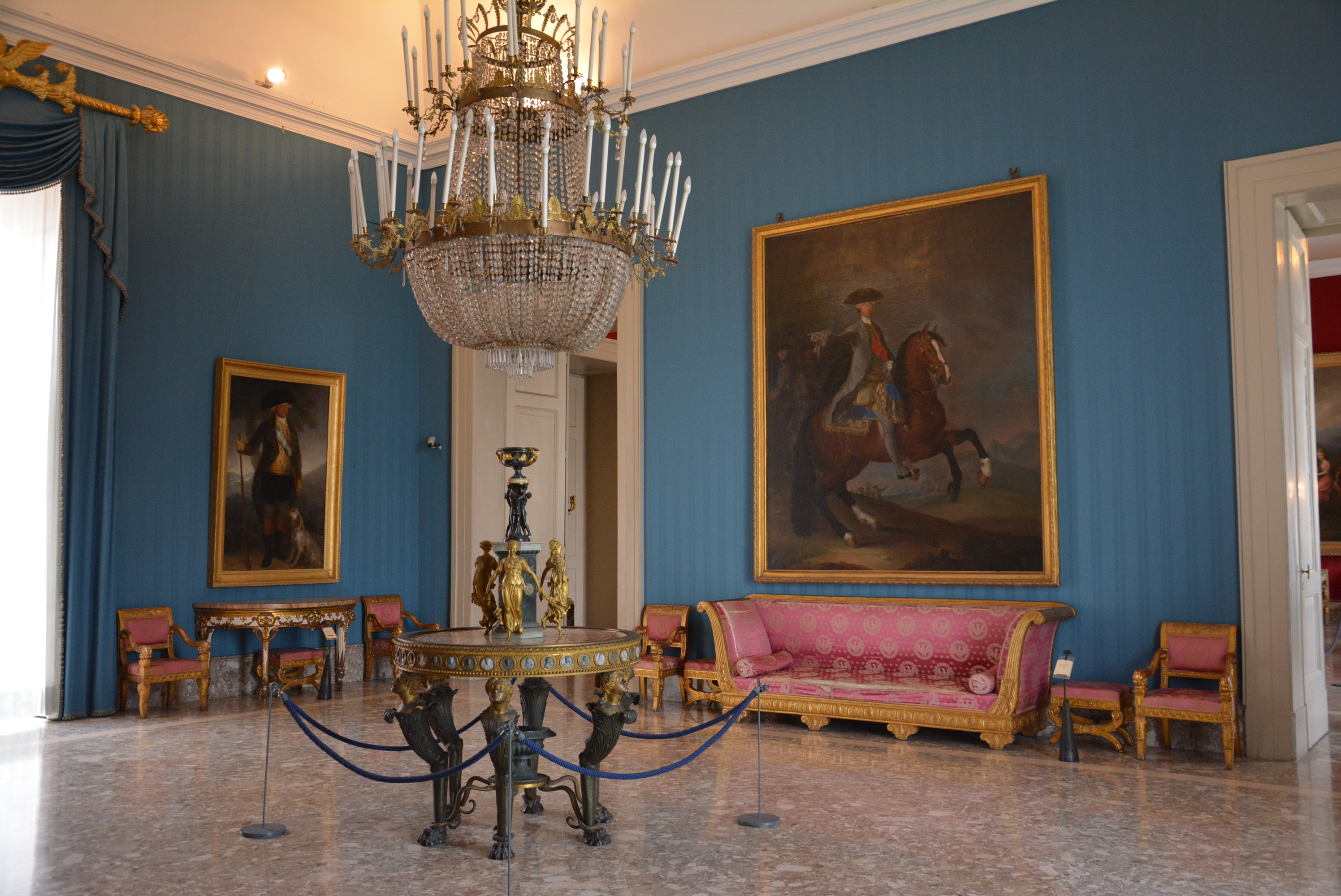
Salle 34
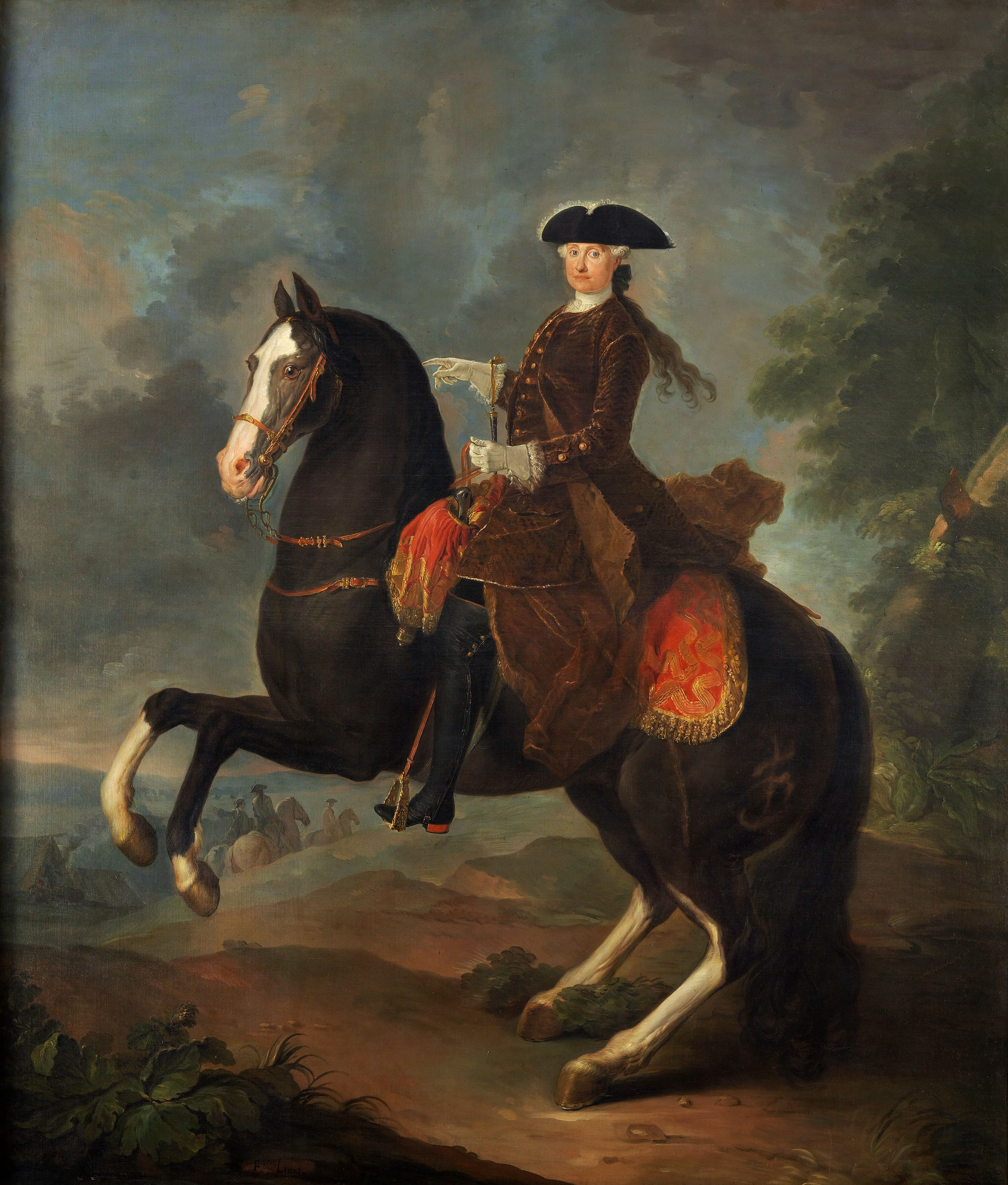
Francesco Liani, Portrait équestre de Marie-Amélie de Saxe
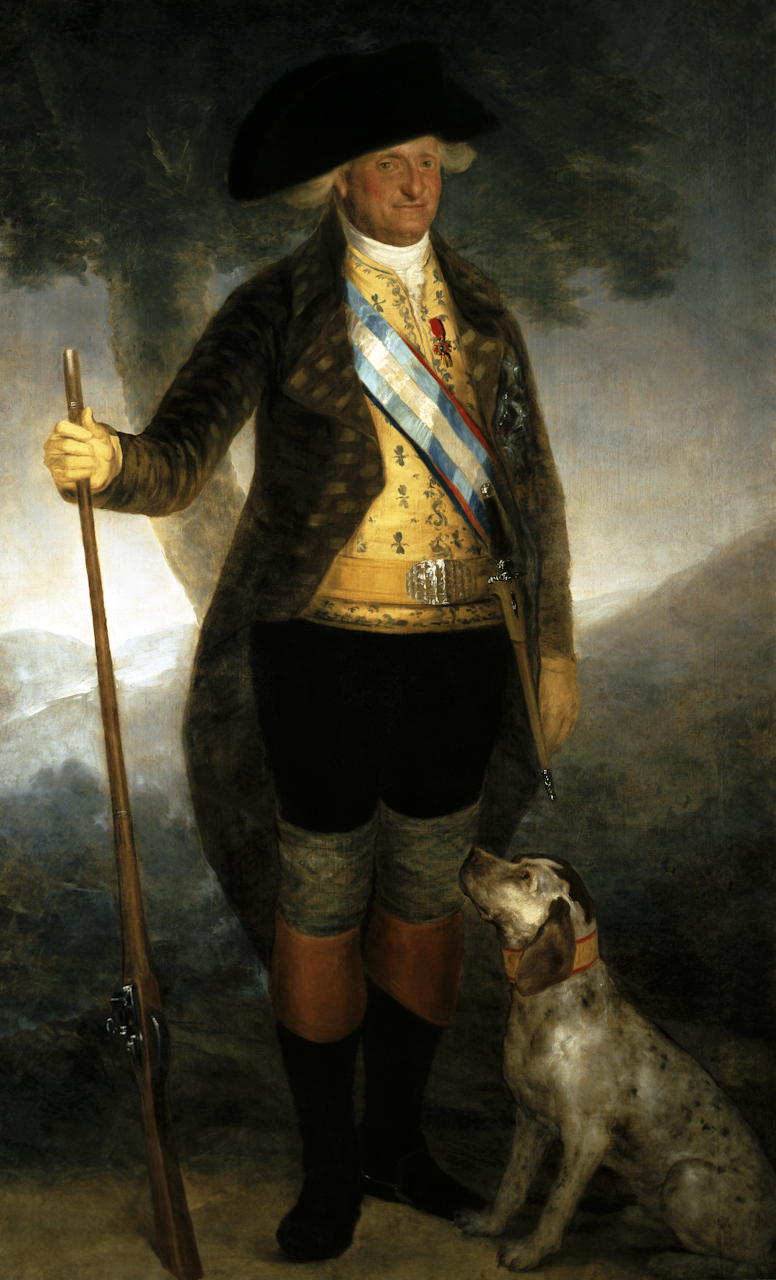
Agustín Esteve (copie de Francisco de Goya), Portrait de Charles IV, roi d'Espagne
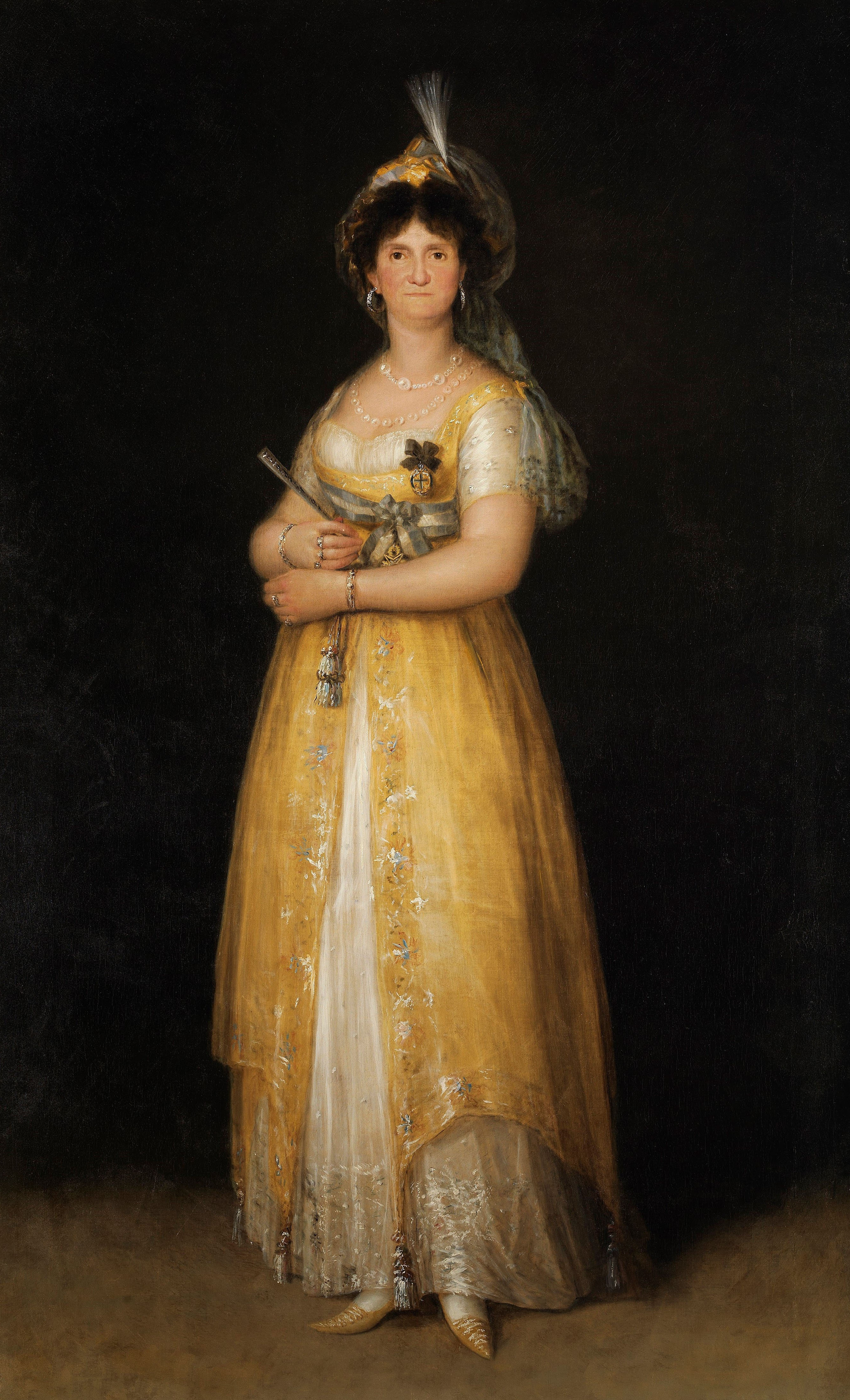
Augustin Estève (copie da Francisco de Goya), Portrait de Marie-Louise de Parme

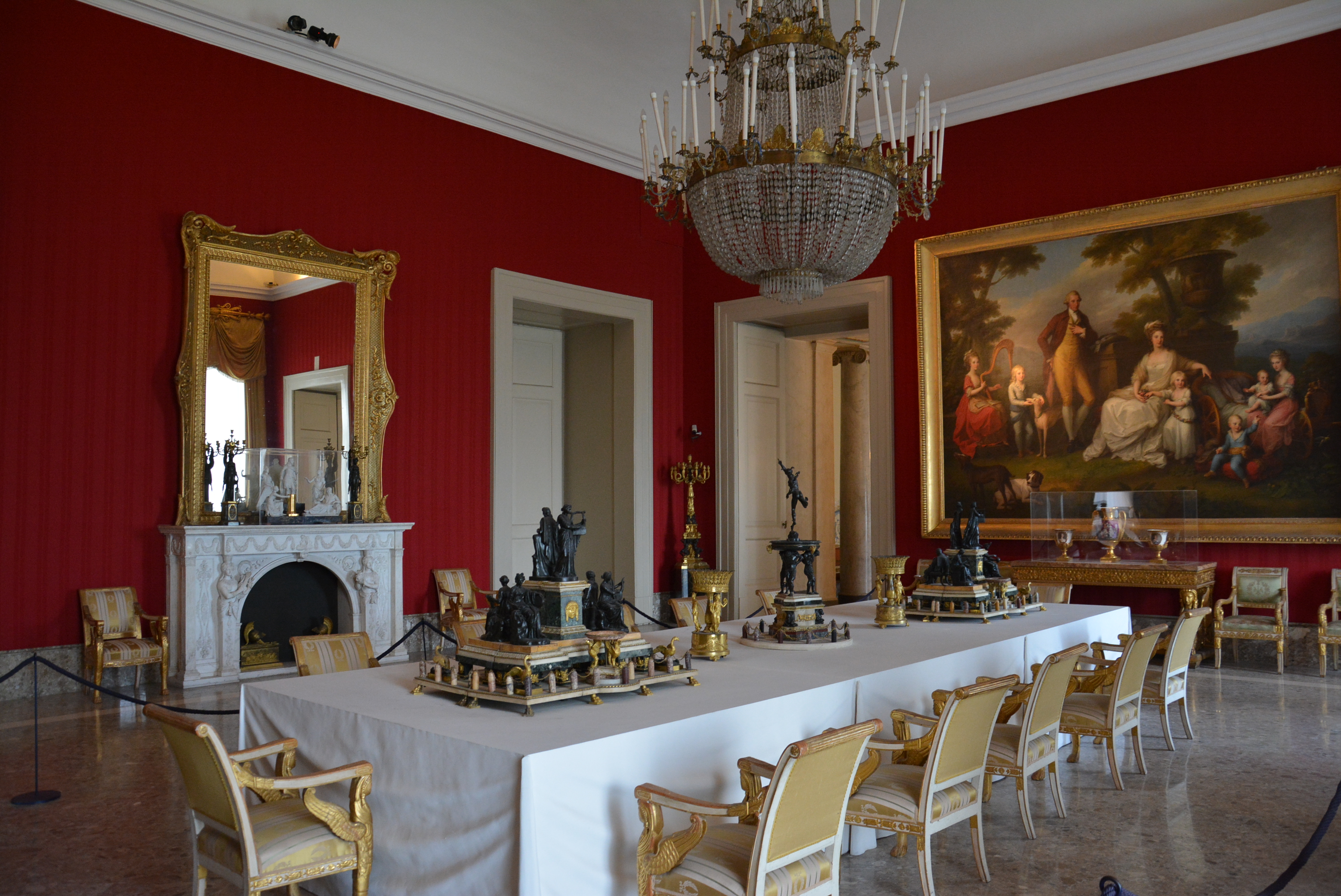
Salle 37.

La salle 37, située à proximité du Salone delle Feste (salle de bal), est destinée à accueillir des banquets et des rafraîchissements lors des fêtes organisées dans le palais. Le mobilier d'origine comprend les consoles murales, soutenues par des sphinx, une table centrale dressée avec un bronze doré, l'œuvre de l'atelier de Righetti, et un service en porcelaine française offert par Marie-Caroline d'Autriche ; elle est entourée de douze chaises avec accoudoirs, créées sur commande de Ferdinand II en 1838 ; plusieurs toiles sont accrochées aux murs sur le thème de la famille Bourbon comme le Portrait de la famille de Ferdinand IV d'Angelica Kauffmann et le Portrait de la famille de François I de Giuseppe Cammarano, ainsi qu'une Vue de Naples depuis Capodimonte d'Antonio Joli et une tapisserie avec la Gloire du règne de Ferdinand IV et de Marie-Caroline de fabrication napolitaine du XVIIIe siècle.

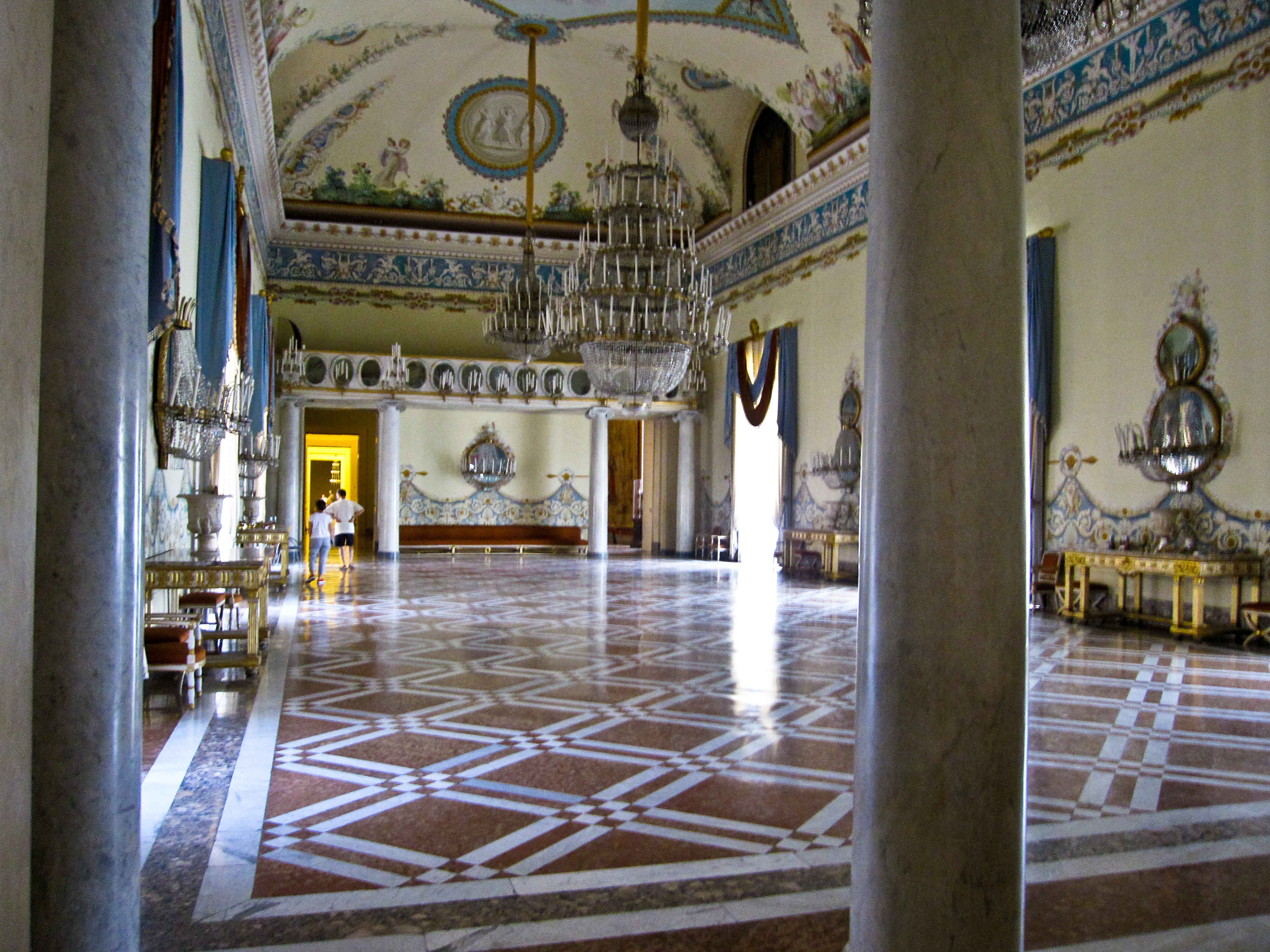
La salle de bal.

La salle 42, la salle de bal, est l'une des rares salles de réception du rez-de-chaussée à être restée intacte ; elle est construite en 1765 lors de l'édification du corps central du palais, initialement conçue pour abriter les œuvres de la collection Farnèse et utilisée uniquement pour les réceptions et les cérémonies officielles de la cour au début du XIXe siècle. Lors des travaux de restauration commandés par Ferdinand II, la salle est achevée et décorée entre 1835 et 1838 par Salvatore Giusti, élève de Jacob Philipp Hackert, d'après des dessins d'Antonio Niccolini, qui lui donne une forte empreinte néoclassique que l'on retrouve dans la voûte et les murs avec l'utilisation de couleurs pastel et de thèmes faisant référence à la peinture de Pompéi et d'Herculanum ; une pièce similaire à celle-ci est créée sur le côté opposé du bâtiment, mais modifiée ensuite, avec la division en trois salles, à la suite de la transformation de l'étage en musée. Le sol en marbre sicilien avec des incrustations de marbre blanc formant des motifs géométriques, est probablement conçu par Niccolini lui-même, tandis que le mobilier d'origine comprend des miroirs, des lustres en cristal et deux canapés, d'autres ont été vendus à la fin du XIXe siècle pour agrémenter d'autres palais de représentation du royaume d'Italie ; des consoles murales sont créées en 1838 par le graveur Francesco Biangardi et le doreur Giuseppe De Paola, initialement destinées à la galerie de portraits.
La salle 43 possède une fresque au plafond, Gloire d'Alexandre le Grand, réalisée au XVIIIe siècle par Fedele Fischetti, à l'origine dans le palais de Sangro di Casacalenda à Naples et transportée au palais en 1957 pour mieux la conserver. La salle abrite également des objets en porcelaine, comme la composition du Chariot de l'Aube, des tapisseries, divers meubles réalisés par des artisans royaux et des peintures de Hackert, Carlo Bonavia et Pierre-Jacques Volaire : L'Éruption du Vésuve avec le pont de la Madeleine, Vues nocturnes du golfe de Naples et Vue de la Solfatare.

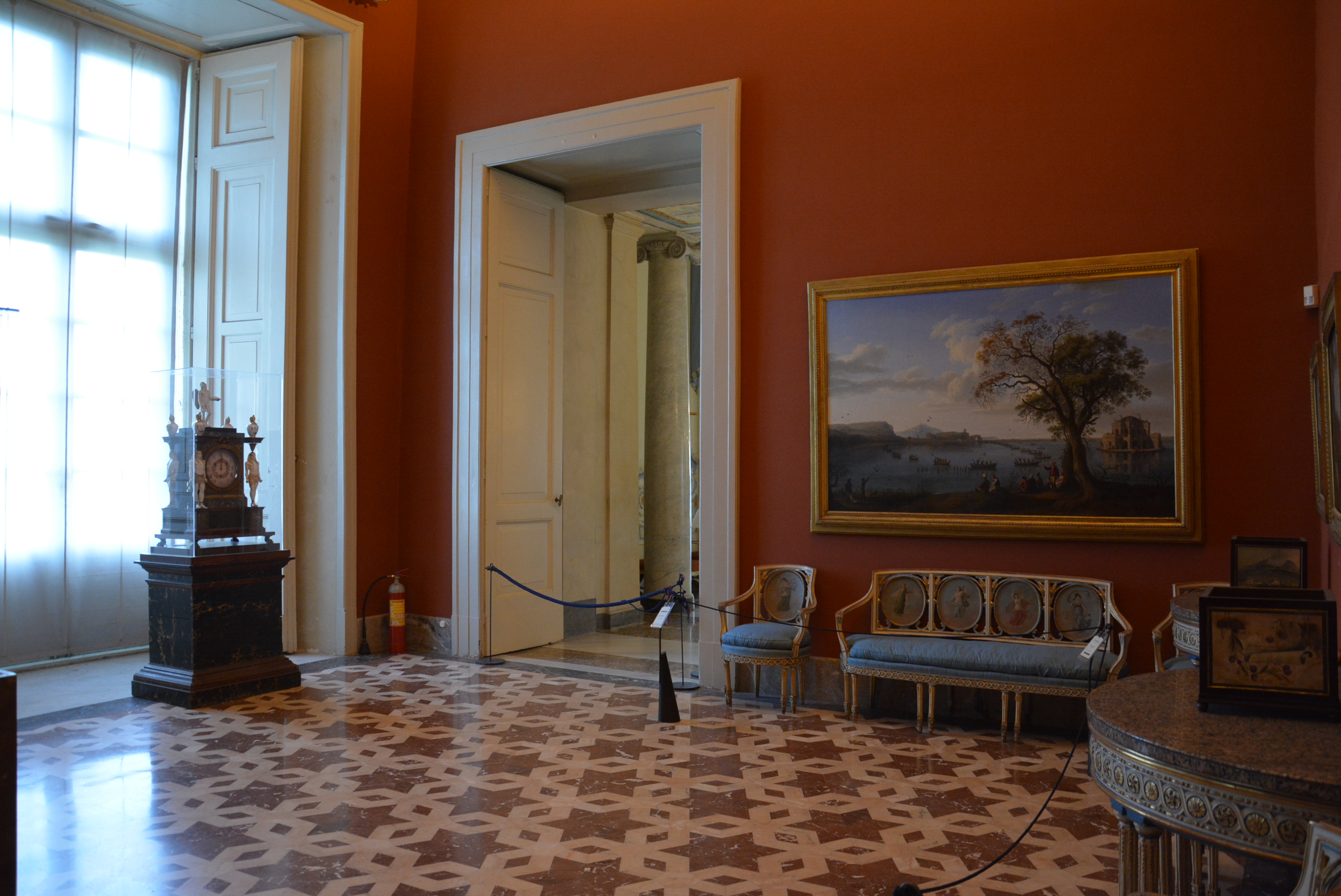
Salle 43
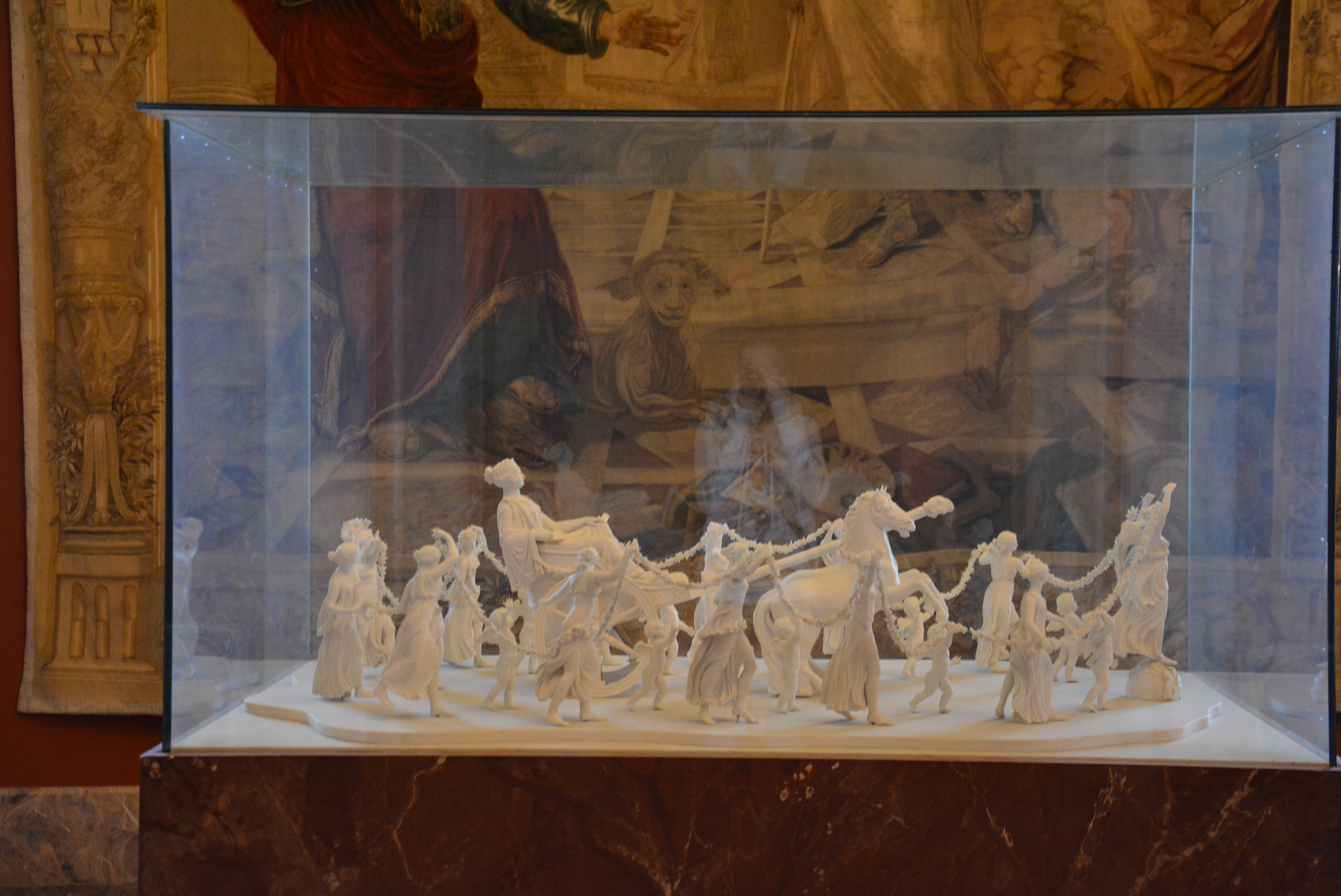
Le Chariot de l'Aube
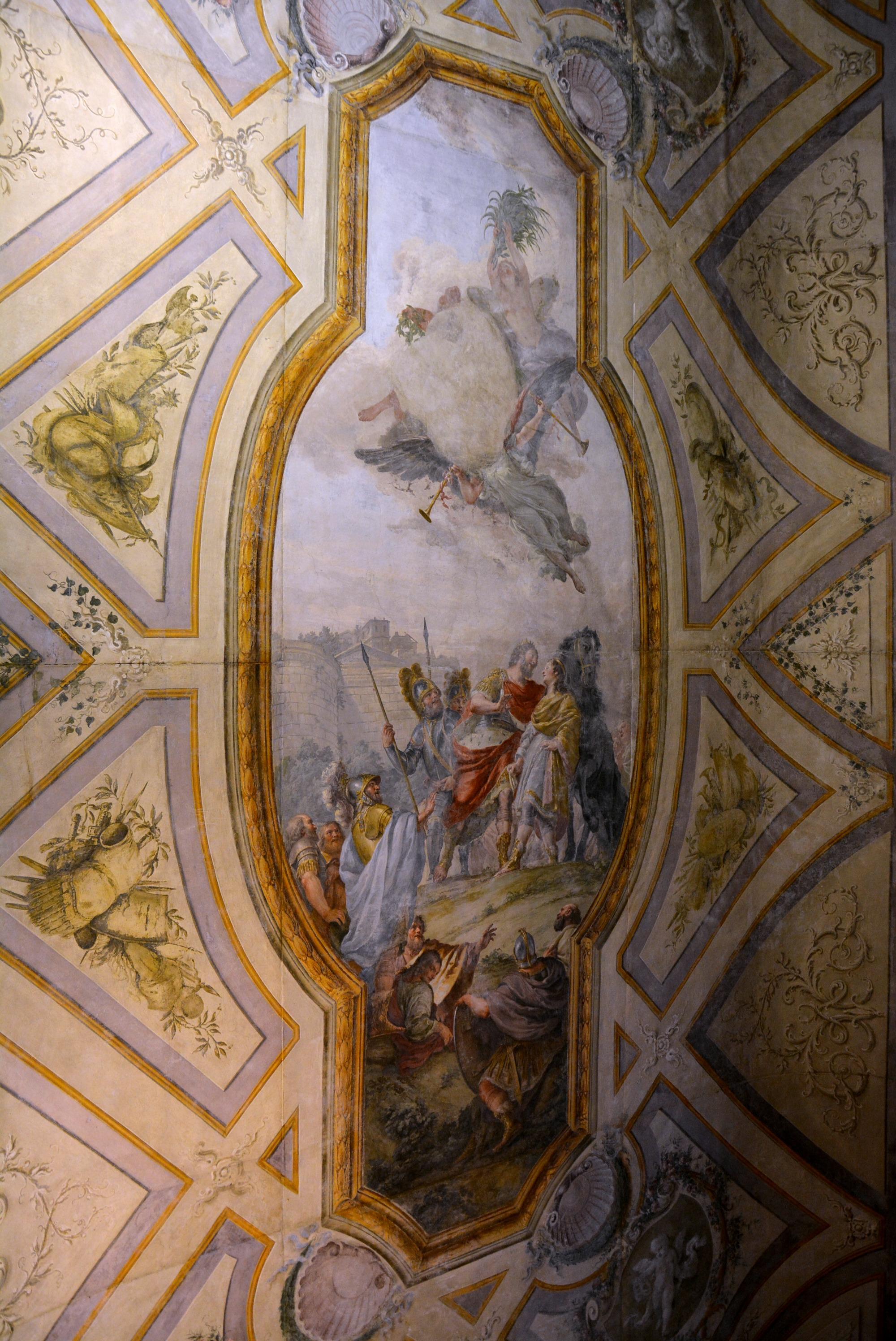
Fedele Fischetti, Gloire d'Alexandre le Grand
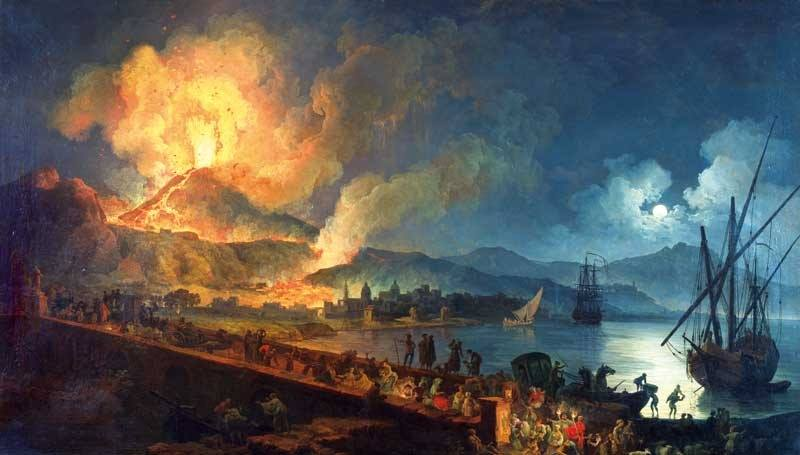
Pierre-Jacques Volaire, L'Éruption du Vésuve avec le pont de la Madeleine

Dans la salle 44 sont conservés quelques instruments de musique ayant appartenu à Ferdinand IV, comme deux vielles à roue, fabriquées par Jean Louvet en 1764 et 1780, et une guitare-lyre de Gaetano II Vinaccia, et parmi les objets d'ameublement, une pendule en biscuit ayant appartenu à Marie Caroline, une tapisserie représentant La munificence de David, diverses porcelaines et une crèche napolitaine du XVIIIe siècle, offerte en 1895 par les héritiers Catello, en terracotta, bois et liège, avec bergers en terracotta à corps mobile constitué de filasse et de fil de fer.
Dans la salle 45, le plafond à fresques a été offert par les ducs de Balzo de Presenzano, originairement à l'intérieur du palais Casacalenda, représentant l' Histoire d'Alexandre, de Fedele Fischetti, tandis que le mobilier provient du palais royal de Carditello. La salle est décorée d'une série de tapisseries réalisées par Pietro Duranti d'après un dessin d'Odoardo Fischetti, représentant des scènes de la vie d'Henri IV comme Le roi recevant le ministre Sully devant des courtisans. Des objets de matériaux et de fabrication différents sont exposés dans les vitrines, signe d'un échange fructueux de cadeaux entre les familles nobles de l'époque, comme des coffrets à bijoux, des boîtes à secrets, des vases, des coffrets et des porcelaines de l'école napolitaine fabriquées par Filippo Tagliolini.

#### Salon de porcelaine
La salle 51 a été modifiée par rapport à sa forme originale, rétrécie, perdant son ouverture sur le jardin, mais conservant celle sur la cour intérieure, pour servir d'entrée au salon de porcelaine de Marie-Amélie de Sassonia, transféré au palais de Capodimonte en 1886. La salle est décorée de tapisseries de Domenico Del Rosso et de plusieurs toiles d'Élisabeth Vigée Le Brun et Pietro Duranti et une de Carlo Bonavia, la Cascade, réalisée en 1755 ; le décor est complété par quelques chaises fabriquées à Naples entre la fin du XVIIIe et le début du XIXe siècle et une horloge de Joseph Martineau.

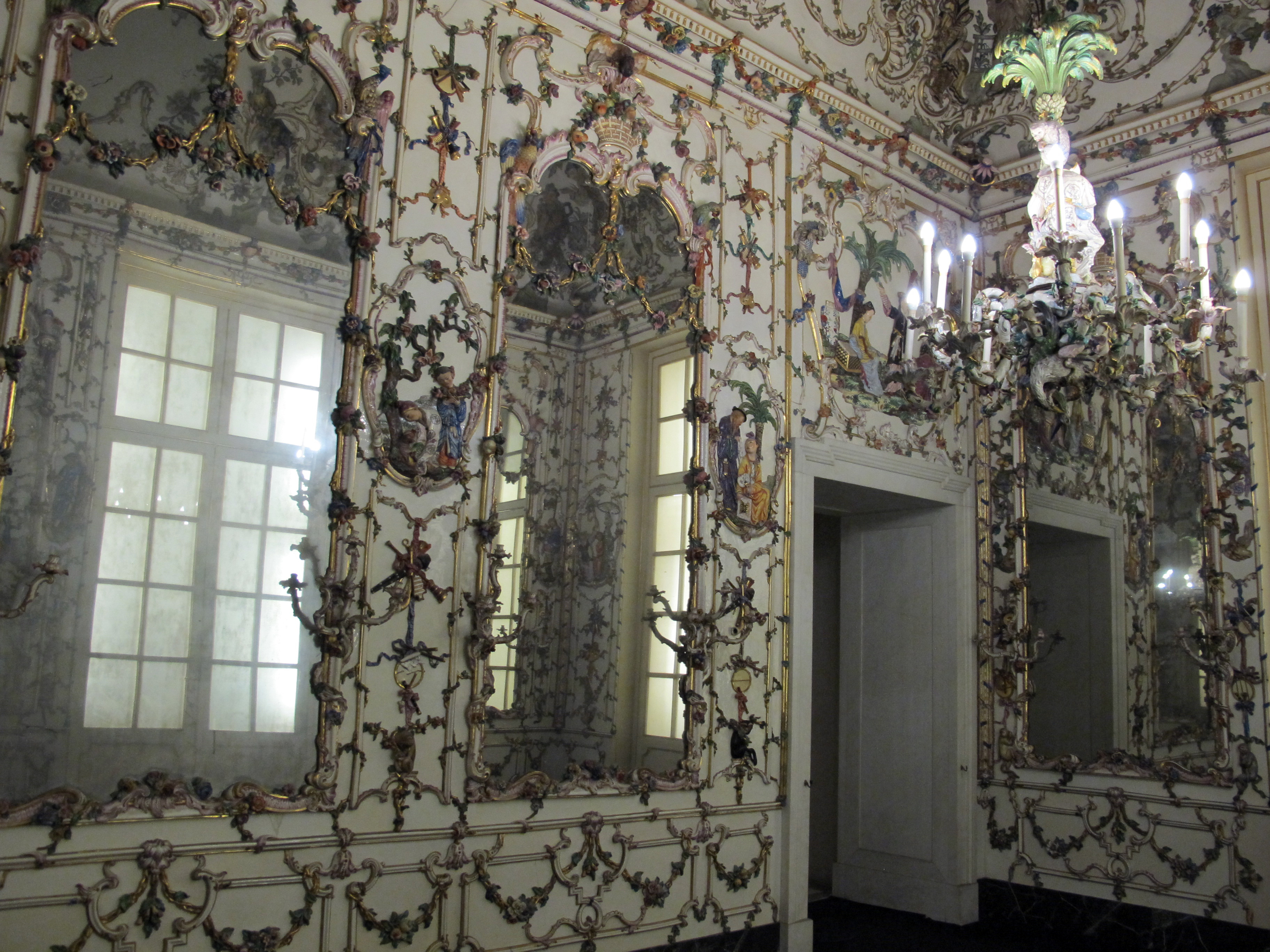
Le salon de porcelaine.

La salle 52 abrite le salon de porcelaine, composé de plus de trois mille pièces, créé entre 1757 et 1759 par Giovanni Battista Natali, est destiné à l'usage privé de la reine Marie-Amélie, qui cependant l'utilisa très peu selon les documents de l'époque ; le dernier fonctionnement du lustre remonte à juillet 1759 et le 6 octobre de la même année, la reine quitte Naples pour s'installer à Madrid, où elle fait construire un lustre similaire au palais royal d'Aranjuez. À l'origine monté dans le palais de Portici, le salon est transféré au palais de Capodimonte en 1866 à la demande d'Annibale Sacco. Toutes les phases de sa réalisation sont connues à travers divers documents : Luigi Vanvitelli, dans une lettre adressée à son frère Urbano, datée de juin 1758, dit avoir vu l'ouvrage pas encore assemblée ; on en déduit donc que celui-ci a été commencé dans l'année précédente, et certainement terminé en 1759, année où Giuseppe Gricci se rend à Portici avec vingt-six voitures qui contiennent les pièces prêtes à être assemblées. En mai 1759, le plafond en stuc, les portes en bois et le lustre sont déjà prêts ; on ignore si le sol était peint ou également en porcelaine. Les pièces en porcelaine sont travaillées dans la manufacture de Capodimonte, sous la direction du modeleur en chef Giuseppe Gricci, qui bénéficie de la collaboration de Geatano Fumo et Ambrogio Di Giorgio pour le façonnage et de Gaetano Tucci pour la cuisson, de manière à créer les dessins de Johann Sigmund Fischer et Luigi Restile ; à Portici, Mattia Gasparini travaille sur les stucs et Gennaro Di Fiore sur les sculptures en bois. Par ailleurs, le salon devait être entièrement meublé en porcelaine, dont il ne reste cependant aucune trace hormis une console de 1759, conservée au musée national de céramique de Sèvres.

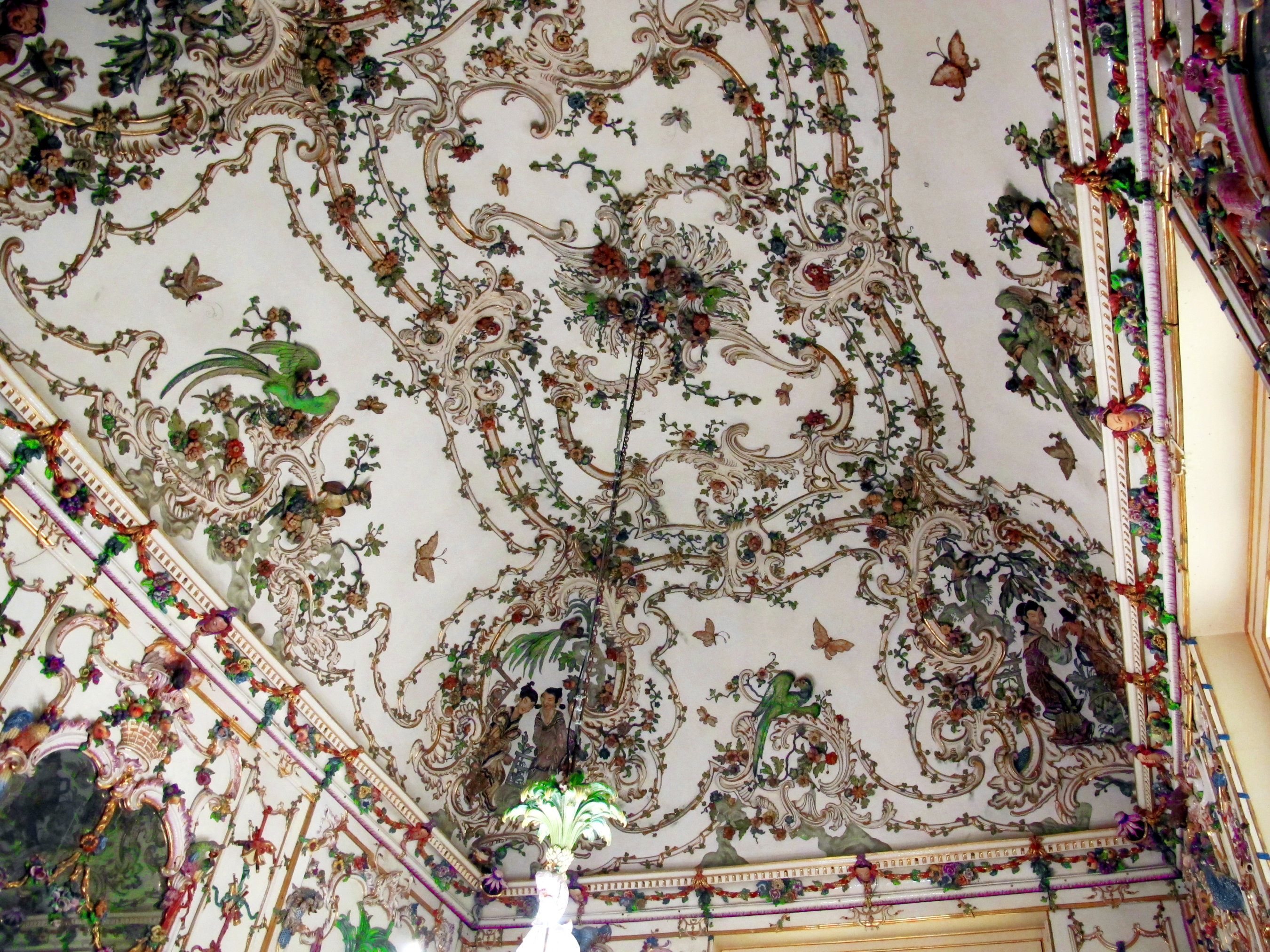
Voûte du salon de porcelaine.

Déménagée au palais de Capodimonte, dans une salle adaptée pour l'occasion, la voûte en stuc s'unit parfaitement à la structure en porcelaine, qui est fixée au mur à l'aide de vis qui reposent sur une cage en bois cachée par des cadres, des festons et des fruits. Les décorations des murs sont constituées d'animaux, de trophées musicaux portant des cartouches ou des idéogrammes chinois, faisant l'éloge du roi Charles et écrits par un poète appartenant au collège chinois de Naples, de festons et de scènes de la vie chinoise alternant avec des miroirs. Le salon de porcelaine est l'exemple le plus significatif du goût pour la chinoiserie qui s'est répandu en Europe au XVIIIe siècle.
La salle 53, également plus petite que sa forme originale, contient des portraits des enfants de Ferdinand et de Marie Caroline commandés à Élisabeth Vigée-Le Brun, une tapisserie réalisée par les Gobelins, célébrant Don Quichotte au festival de Barcelone donné par Don Antonio Moreno et, sur les murs, quatre consoles aux ceintures dorées décorées de trophées militaires du XIXe siècle sur lesquelles reposent quatre vases ornés de paires de statuettes représentant l'Hercule Farnèse, réalisés en faïence par la manufacture Del Vecchio.

#### Salles françaises
La salle 54 rappelle la décennie de domination française à Naples : peintures, meubles aux dorures mates et brillantes, bustes et statues en bronze et en porcelaine, en plus de représenter les souverains français, sont clairement inspirés d'outre-Alpes ; parmi les tableaux figurent le Portrait de Joachim Murat et Napoléon Ier, empereur, tous deux de François Gérard, et le Buste de Caroline Bonaparte en biscuit de la manufacture Poulard Prad. Des vases de la manufacture de Sèvres et Bailly fils, une petite table de 1811 réalisée par François-Honoré-Georges Jacob-Desmalter initialement destinée au château de Fontainebleau et des chaises au dossier en velours peint à la main avec une vue de la ville, en provenance de France, figurent parmi les éléments d'ameublement.

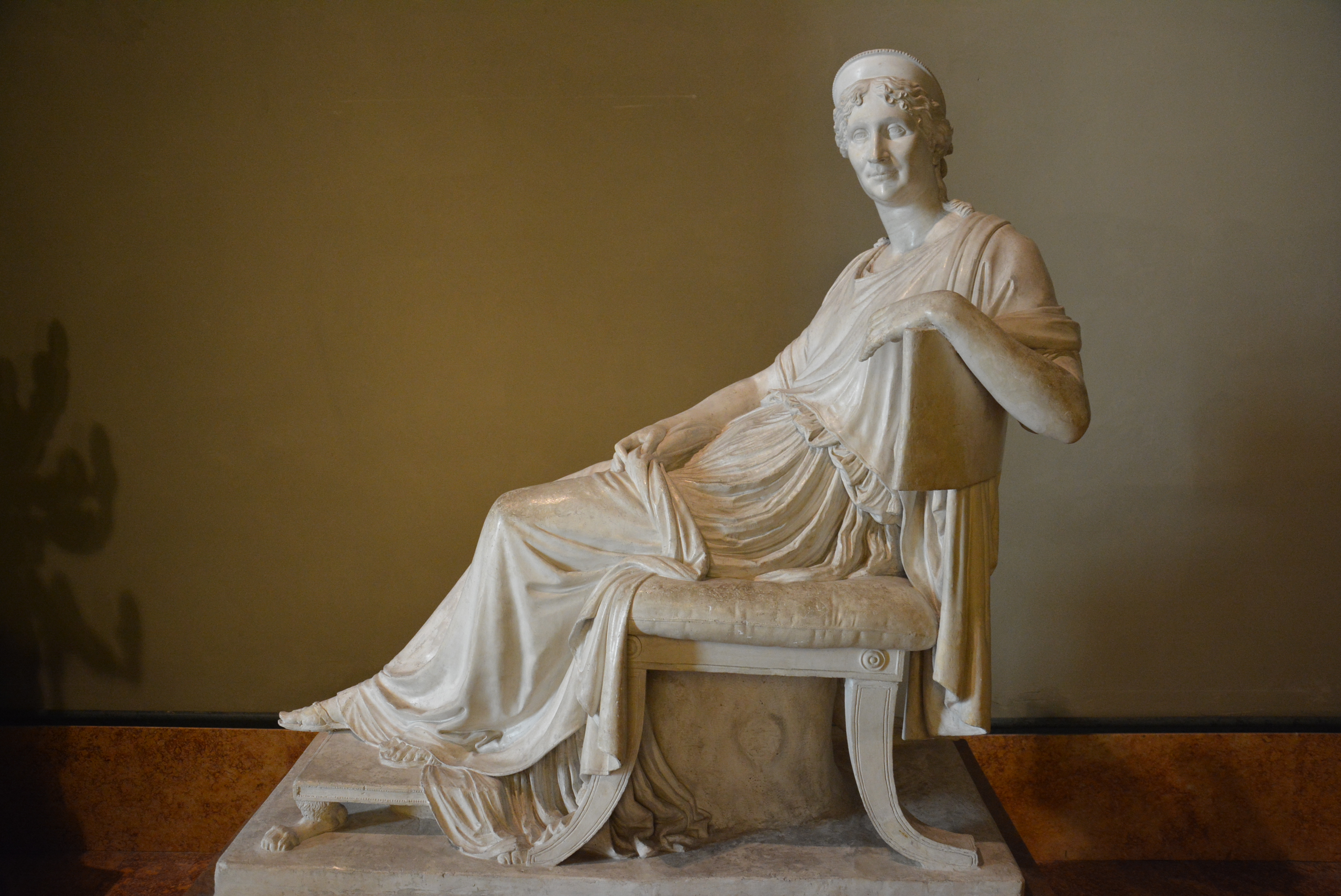
Antonio Canova, Portrait de Letizia Remolino, salle 55.

La petite salle 55 fait office de séparation entre les salles de l'époque française et celles de la restauration Bourbon. A l'intérieur se trouvent une statue en plâtre d'Antonio Canova, le Portrait de Letizia Remolino, les bustes de Lucien et Laeticia, les enfants de Murat, réalisés par Poulard Prad, et quatre candélabres en bronze doré de fabrication française, achetés en 1837 et placés à l'origine dans la galerie des portraits.

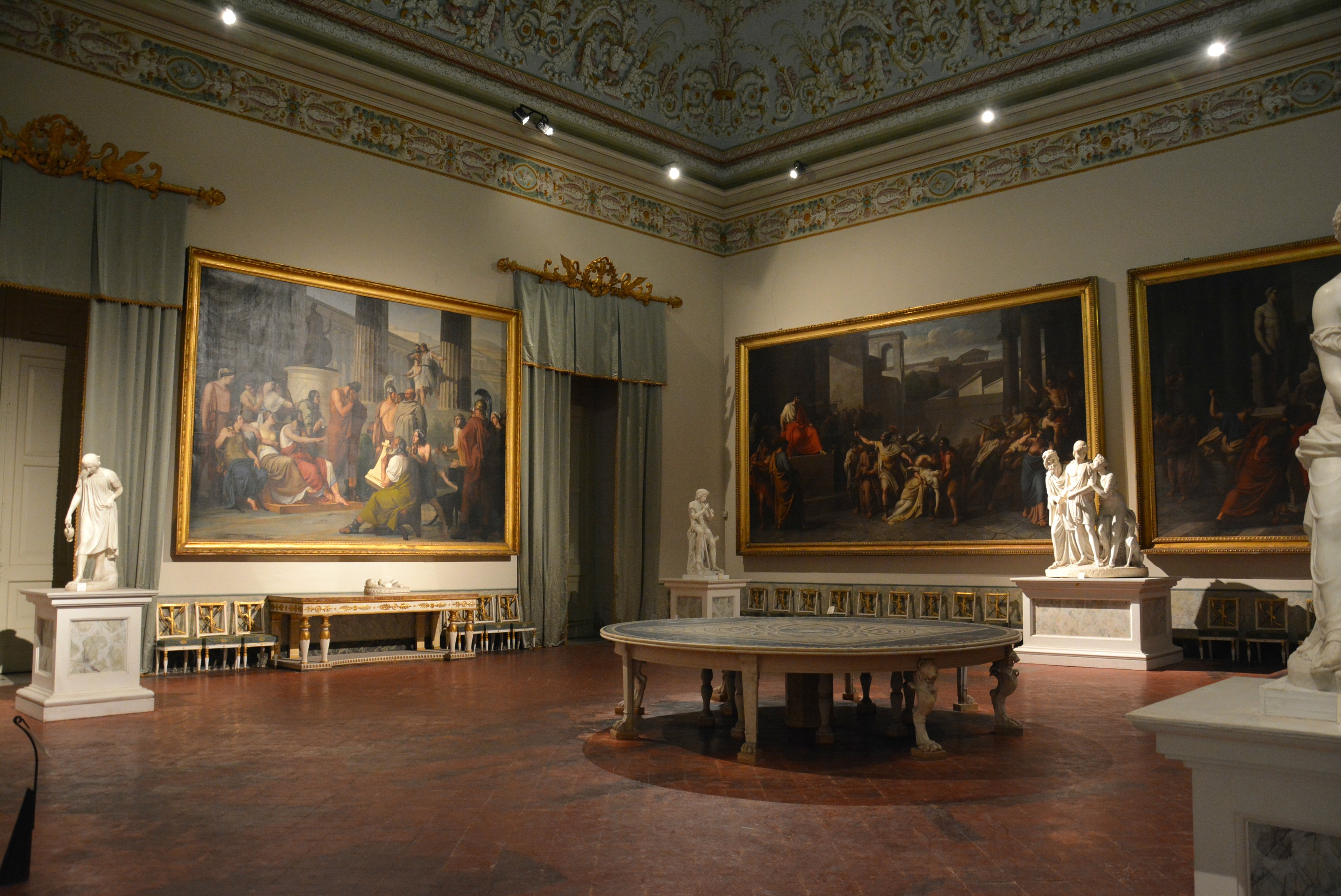
Le salon Camuccini.

La salle 56, le salon Camuccini, est située dans l'angle est du palais. Il est créé à la suite de l'arrivée des Savoie, à la demande d'Annibale Sacco, et décoré selon le goût néoclassique de la fin du XIXe siècle, même s'il a déjà subi auparavant des modifications à la suite de l'achat de quelques grandes toiles souhaitées par Murat et qui n'arrivent au palais qu'avec le retour de Ferdinand Ier, ce qui a obligé à la fermeture de deux balcons ; des frises à tempera sont créées sur la voûte, tandis que sur les murs se trouvent de grandes peintures de Pietro Benvenuti, Paolo Falciano, Francesco Hayez et de Vincenzo Camuccini, dont la salle tire son nom, La Mort de Jules César et Le Meurtre de Virginie. Elle contient aussi une collection de statues du début du XIXe siècle, dont La Nuit de Bertel Thorvaldsen, et, au centre, une table en marbre, commandée par Caroline Bonaparte, réalisée dans la partie centrale et les pieds avec des mosaïques et d'autres matériaux trouvé lors des fouilles sites archéologiques d'Herculanum. Parmi les éléments d'ameublement se trouvent de grandes consoles de fabrication napolitaine et une cheminée en marbre datant de Ferdinand II, comme prévu dans toutes les salles de réception du palais.
Les salles 57 et 58 étaient utilisées par les membres de la famille royale dans leurs moments de loisirs : à l'intérieur se trouvent des tables de jeux et des automates musicaux datant du XIXe siècle, fabriqués en bois précieux de style Empire avec un goût typiquement français. Dans la salle 57, la Giardiniera est joliment exposée, un meuble en bois ayant la triple fonction de jardinière, de volière et d'aquarium, ainsi qu'une toile de Johan Christian Dahl, La Real Casina di Quisisana, et une de Salvatore Fergola, Inauguration du chemin de fer Naples-Portici. La salle 58 possède une fresque au plafond du Palazzo Casacalenda, plusieurs peintures, dont une de Giacinto Gigante, La Chapelle du Trésor de San Gennaro, et une d'Anton Sminck Pitloo, Temples de Paestum, et contient des meubles décorés de porcelaine et de bronze, parfois peint de scènes de sites royaux et des fils de François Ier, ainsi que des vêtements royaux.
La salle 59 abrite de nombreuses œuvres commandées par Ferdinand Ier après la restauration de la couronne des Bourbons à la suite de la décennie française, lorsqu'il commence les travaux d'embellissement du palais, tout en continuant à faire appel à la collaboration d'artistes français, dont les toiles Maria Amalia d'Orléans avec son fils duc de Chartres par François Gérard, Visite des souverains français au Vésuve par Joseph-Boniface Franque de 1814 et Mariage de la princesse Marie-Caroline de Bourbon avec le duc de Berry par Louis Nicolas Lemasle ; parmi le mobilier, plusieurs vases sont de fabrication parisienne.
La salle 60 conclut cette partie du musée de Capodimonte dédiée à l'appartement royal et fait office de lien entre le premier et le deuxième étage : à l'intérieur se trouvent les patènes du sculpteur Matteo Bottiglieri, créés au début du XVIIIe siècle, et un tabernacle de Cosimo Fanzago de la première moitié du XVIIe siècle, provenant de l'église Santissima Trinità delle Monache, tandis que d'autres objets en marbre et pierres précieuses proviennent de couvents et d'églises de ville,.

### Parc

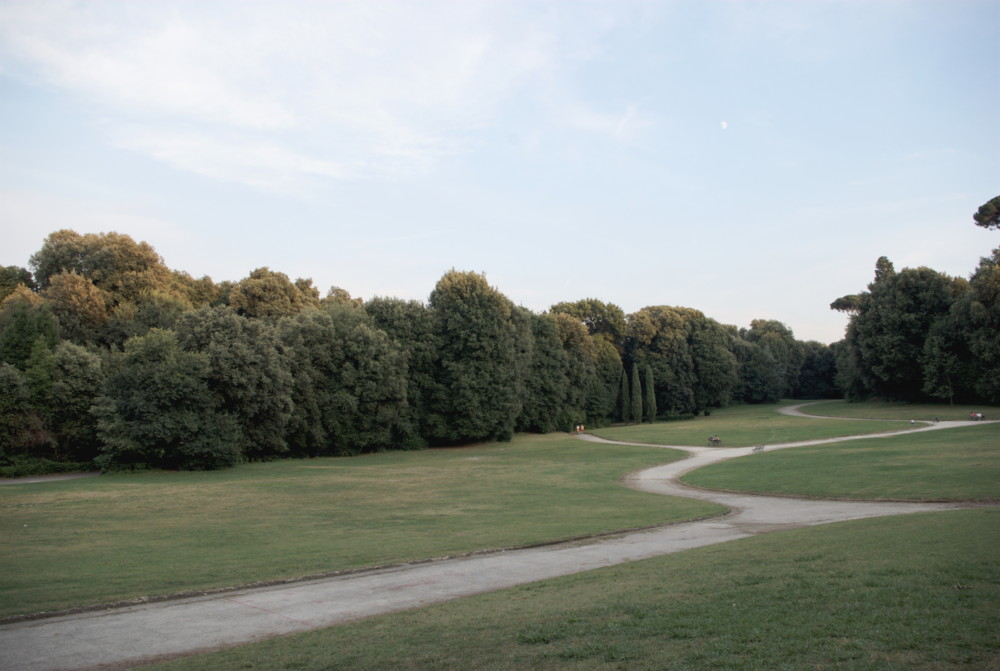
Vue du parc de Capodimonte.

Le parc du palais de Capodimonte s'étend sur cent vingt-quatre hectares et était principalement utilisé par les souverains pour des parties de chasse et pour l'organisation de fêtes. Après l'ouverture du musée en 1957, il est devenu un jardin public. 
Il est construit en 1743 par Ferdinando Sanfelice selon le goût baroque de l'époque. Vers le milieu du XIXe siècle, il est restauré par Federico Dehnhardt, prenant l'apparence d'un jardin à l'anglaise. À l'intérieur, on trouve plus de quatre cents variétés de plantes centenaires, auxquelles s'ajoutent des cultures de plantes fruitières, d'espèces exotiques et de palmiers, ces derniers plantés après la seconde guerre mondiale. Des statues, des fontaines y sont disséminés, ainsi que de nombreux bâtiments, à l'origine des résidences de cour, comme la Casina dei Principi, ou des sites de fabriques, dont certains ont été reconverties à une nouvelle fonction, comme la manufacture de porcelaine devenue le siège d'un école de transformation de la céramique. Des églises sont présentes comme l'église San Gennaro et l'ermitage des Capucins. 
En 2012, un projet de valorisation du parc a été lancé, avec la création d'un jardin potager dans lequel sont cultivés des produits agricoles typiques de la région de Campanie.